# St. Peter und Alexander (Aschaffenburg)

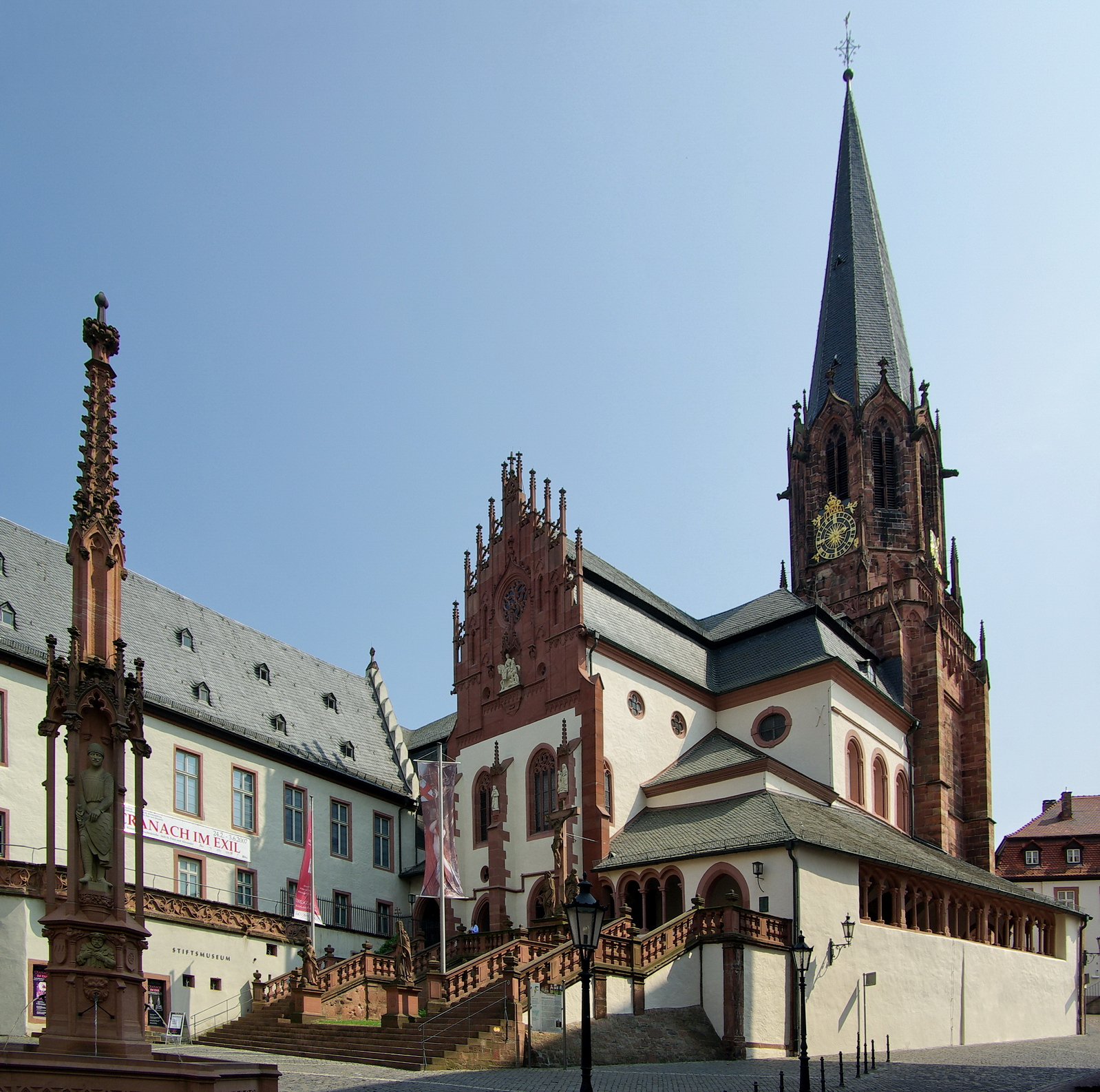
Sicht vom Stiftsplatz.

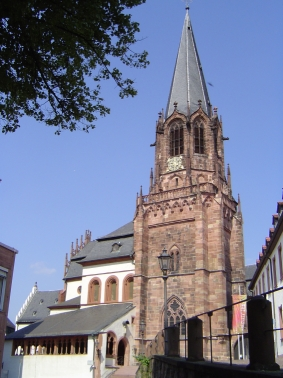
St. Peter und Alexander.

Die Stiftskirche St. Peter und Alexander ist die älteste Kirche Aschaffenburgs. Otto von Schwaben ließ die Kirche im 10. Jahrhundert an der Stelle eines karolingischen Rechteckbaus errichten. Der Kernbau ist als eine romanische Basilika errichtet worden, weitere Bauabschnitte sind in der Frühgotik gebaut worden. Die Kirche verfügt über reiche Kunstschätze, die zum Teil im Stiftsmuseum der Stadt Aschaffenburg ausgestellt sind, und hat seit 1958 den Status einer Basilica minor.

## Geschichte
St. Peter und St. Alexander wurde um 950 durch Herzog Liudolf von Schwaben (Sohn des Kaisers Otto I.) und seine Frau Ida von Schwaben (Tochter des Herzogs Hermann I. von Schwaben) vermutlich zwischen 947 und 957 initiiert. Die Zeit vor 954 ist wahrscheinlich, da Liudolf infolge einer Auseinandersetzung mit seinem Vater das Herzogtum in diesem Jahr abgesprochen bekam. Später wurde durch den Sohn des Paares, Otto, Herzog von Schwaben, das Kollegiatstift St. Peter und St. Alexander mit Stiftsschule begründet (974 erwähnt). Ab 975 wurde mit dem Bau der Stiftskirche begonnen.
Mit der Übergabe Aschaffenburgs an Kurmainz durch das Vermächtnis Herzog Ottos (982) kam auch das Stift unter die Obhut des Mainzer Erzbischofs Willigis. Ebenfalls 982 schenkte Kaiser Otto II. St. Peter Besitz in Walldorf und Meiningen. Der Aufstieg Aschaffenburgs (Stadtrecht ab 1161) zum Zweitsitz der Mainzer Erzbischöfe und zur späteren Verwaltungshauptstadt ist eng verbunden mit der zunehmenden Bedeutung der Stiftskirche als Hauptkirche des Ortes und der verstärkten Anbindung des Stifts an das Mainzer Domkapitel. Dies erfolgte in mehreren Phasen: Erst durch die Wahl zweier Stiftspröpste auf den Erzbischofsstuhl nach Mainz (Markolf 1141 und Arnold von Selenhofen 1153), später umgekehrt durch die Besetzung des Propstamts ausschließlich aus dem Domkapitel (ab 1262), schließlich wurde ab 1588 der Mainzer Erzbischof automatisch auch Stiftspropst des Kollegiatstifts Aschaffenburg.
Das Kollegiatstift erlangte schnell auch wirtschaftliche Bedeutung, wie aus einer Bestätigungsurkunde über die Besitzungen des Stifts, 1184 ausgestellt durch Papst Lucius III., zu entnehmen ist. Es avancierte als geistliche Macht zum größten Grundbesitzer der Stadt, dem neben 17 Pfarreien noch verschiedene Landgüter, Weinberge und Mühlen gehörten. In seiner Hochzeit lebten bis zu 28 Kanoniker in der Anlage und den zugehörigen Stiftshöfen. Im Jahre 1304 kam es zu einem Aufruhr der Aschaffenburger Bürgerschaft, der sich gegen die Abgabefreiheit des Stifts richtete; eine diesbezügliche Klage der Stadt wurde später gerichtlich abgewiesen. Das Stift konnte seine Privilegien weiter ausbauen, unter anderem mit Unterstützung von Kaiser Karl IV. (1349).
Während der Reformationsunruhen verlegte Erzbischof Albrecht von Brandenburg seine Residenz von Halle (Saale) nach Aschaffenburg, das Stift wurde zeitweise Teil des Bischofssitzes. Mit der Auflösung von Kurmainz (1801) wurde auch das Stift durch den letzten Erzbischof und späteren Großherzog von Frankfurt, Karl Theodor von Dalberg, 1802 aufgelöst. Die Stiftskirche wurde Stadtpfarrkirche, die Einkünfte aus dem Stiftsvermögen gingen an die Landesuniversität Mainz. Später, nach dem Wiener Kongress (1814), ging das Vermögen als Allgemeiner Schul- und Studienfonds Aschaffenburg an Bayern. Seit 1861 befindet sich im Kapitelhaus das Stiftsmuseum. Der Fonds schenkte 1952 die Anlage der katholischen Pfarrkirchenstiftung. Am 17. Januar 1958 wurde die Kirche durch Papst Pius XII. mit dem Apostolischen Schreiben Quasi civitas zur Basilica minor erhoben.

## Architektur

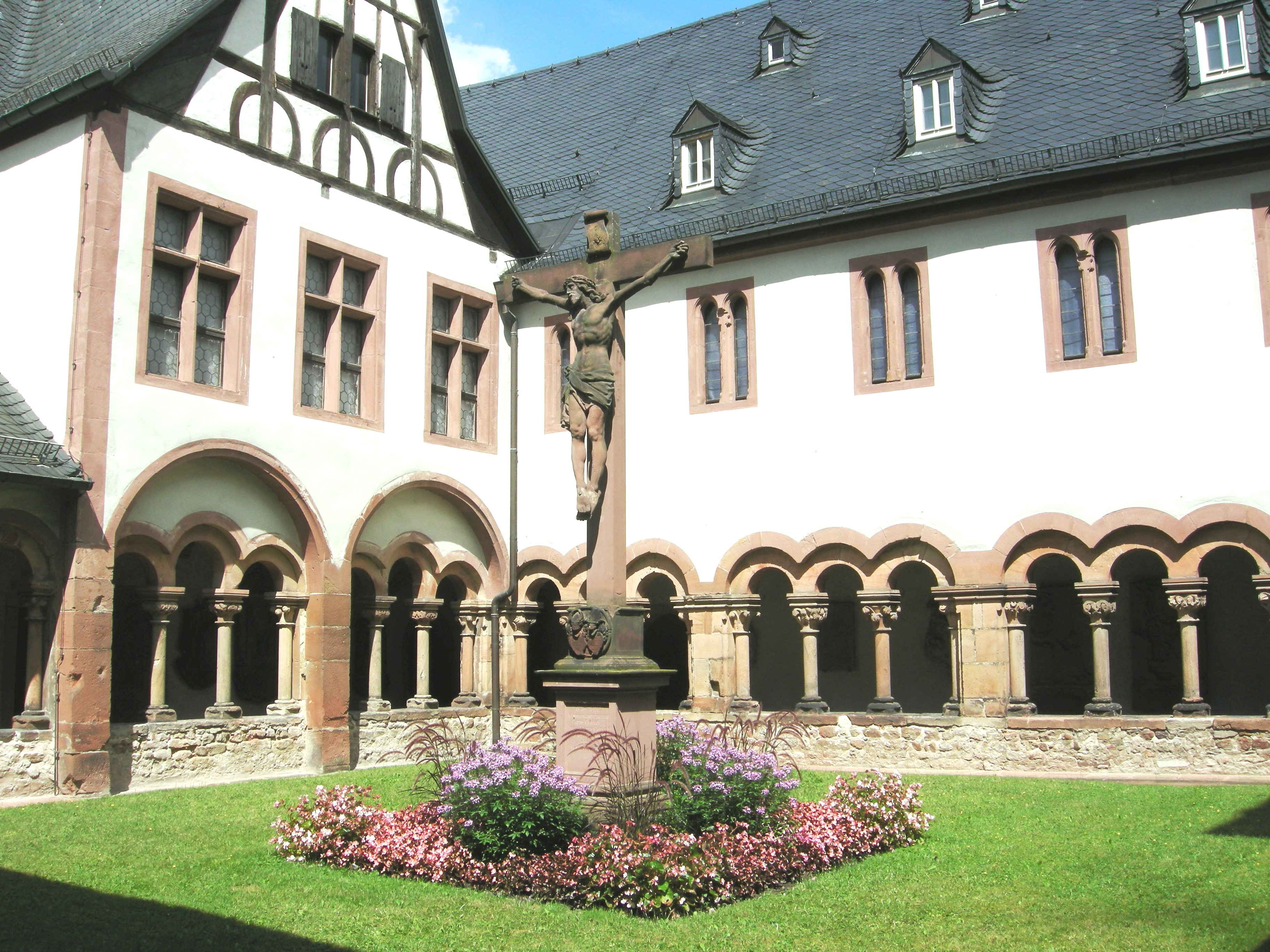
Kreuzgang

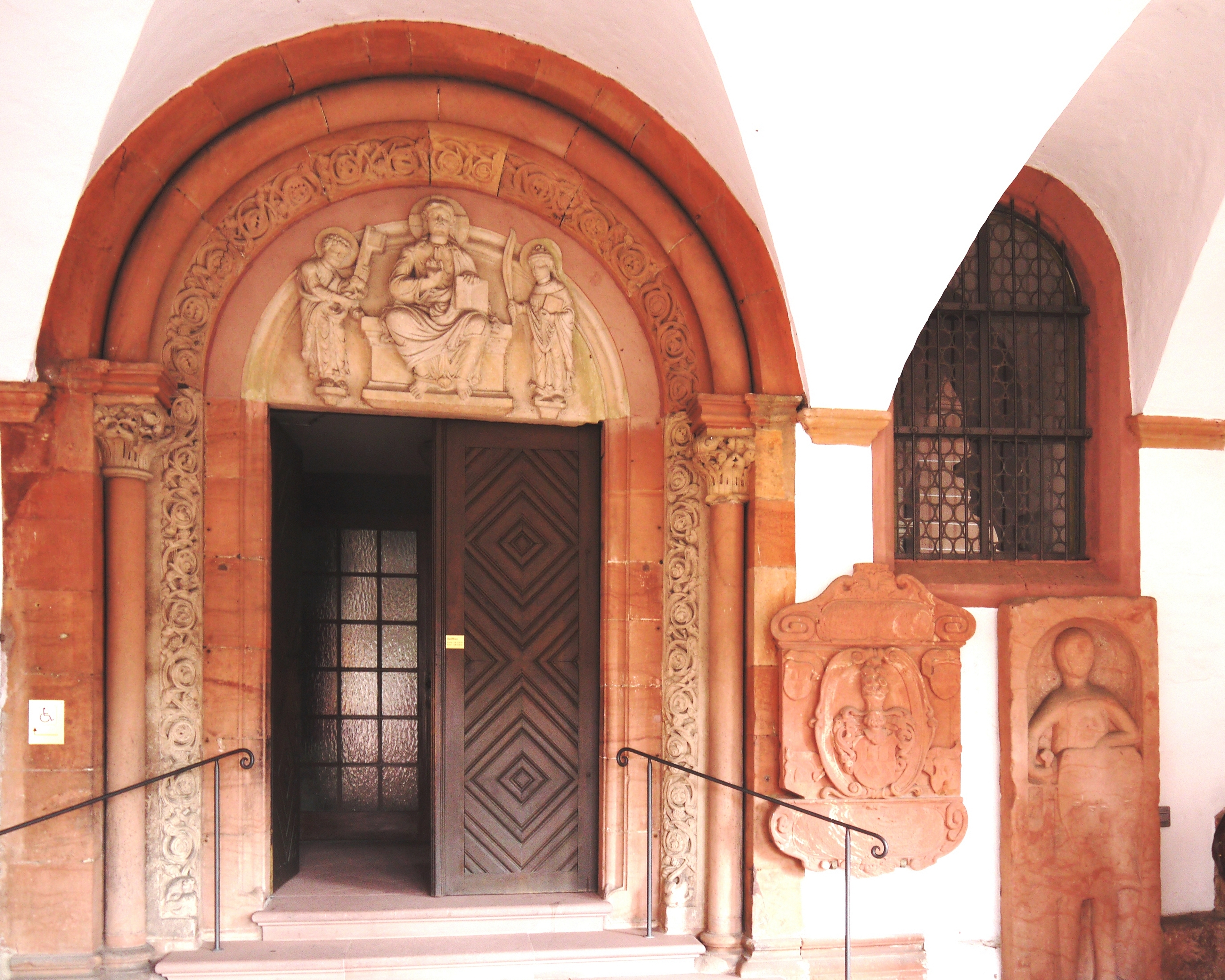
Westportal mit Jesus als Weltherrscher

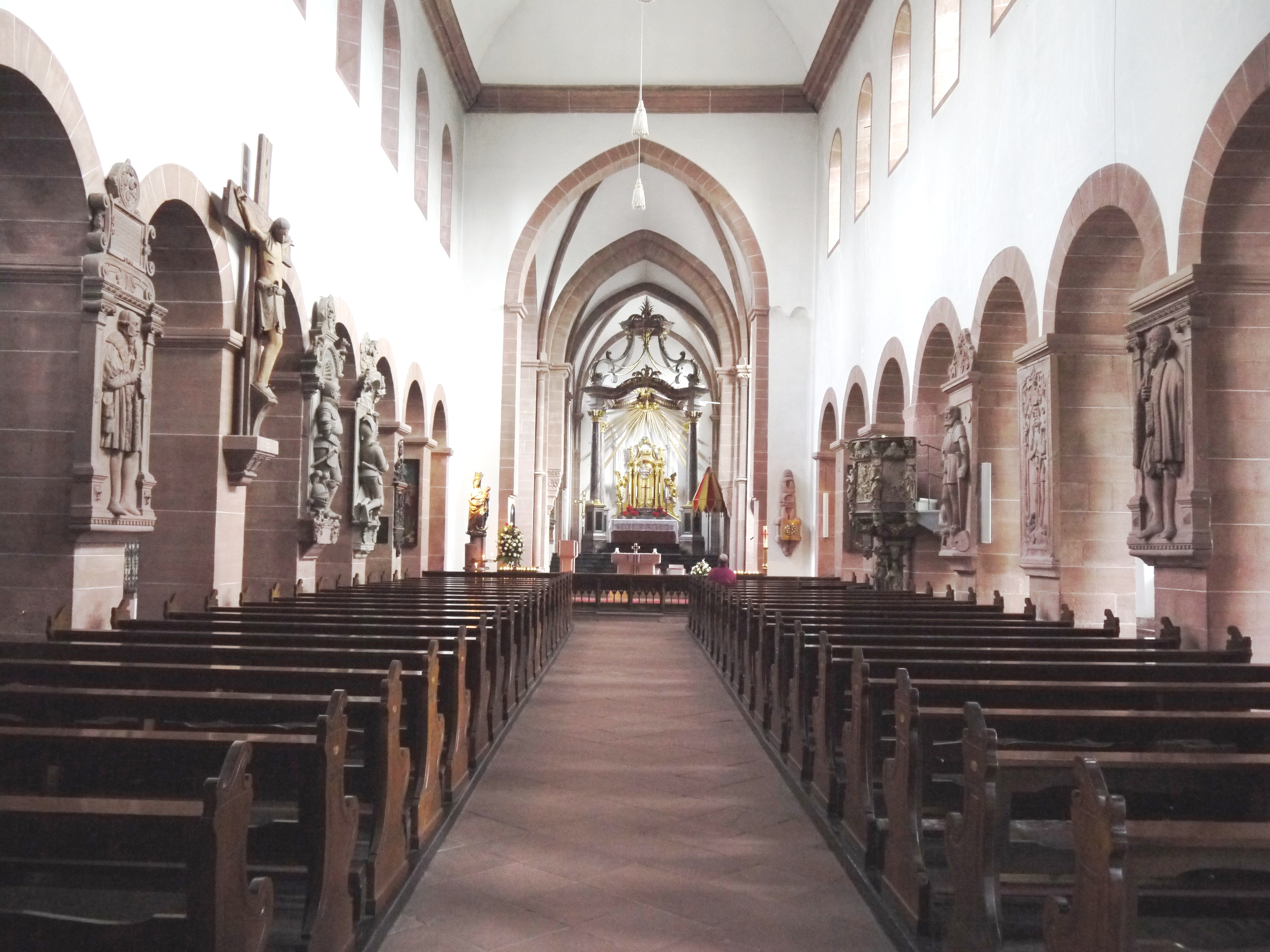
Langschiff mit Hochaltar im Hintergrund

Auf dem Gipfel eines Hügels gelegen, überragt die Kirche die Aschaffenburger Innenstadt nicht nur symbolisch. Aus allen Perspektiven muss man zum Gotteshaus emporblicken. In der Architektur der Stiftsanlage spiegeln sich unterschiedliche Stilepochen wider, die von den ottonischen, vorromanischen Anfängen bis in das 17. Jahrhundert reichen. Ein Großteil der heutigen Anlage stammt aus dem 12. und 13. Jahrhundert. Zur Gesamtanlage zählen bereits seit dem 13. Jahrhundert die sich im Norden an die Kirche anschließenden Stiftsgebäude, die U-förmig einen romanischen Kreuzgang  umschließen und heute im Wesentlichen das Stiftsmuseum beherbergen. Der Kreuzgang mit 64 Kapitellen wurde 1240 bis 1245 erbaut; er war das geistliche Zentrum des Kollegiatstifts, das in seiner Blütezeit bis zu 40 Stiftsherren zählte. Der Kreuzgang wurde im 19. Jahrhundert von Georg Eberlein restauriert.
Zur Kirche gelangt man entweder von Westen her durch die Stiftsgasse, deren Gebäude überwiegend aus ehemaligen Stiftshöfen bestehen, oder von Norden her über den Stiftsplatz. Hier, auf dem Gelände des ehemaligen Kirchhofes, erfolgt der Zugang über eine monumentale, doppelläufige barocke Freitreppe aus dem 17. Jahrhundert. Inmitten der Treppe stehen die Sandsteinfiguren der Schutzpatrone der Kirche, Petrus und Alexander, aus dem Jahr 1723. Auf der Plattform der Treppe befindet sich eine Kreuzigungsgruppe des Aschaffenburger Bildhauers Antonius Wermerskirch aus dem Jahr 1699. Die West- und die Nordseite der Kirche sind durch eine offene Vorhalle umschlossen, deren Arkaden im Norden eine Fortsetzung des hinter dem Stiftsgebäude liegenden Kreuzgangs sind. An den Wänden befindet sich eine größere Anzahl von Steinreliefs und Epitaphen. Oberhalb der Arkaden dominiert die Fassade der Maria-Schnee-Kapelle die Ansicht vom Stiftsplatz her, die von hier aus eine (nicht gegebene) Hauptachse der Kirche vermuten lässt. Sie wurde 1516 durch Albrecht von Brandenburg geweiht. An den Strebepfeilern der Fassade befindet sich im Obergeschoss eine Dreikönigsgruppe, im neugotischen Giebel (1870) darüber ein Relief des heiligen Martin. Die jeweiligen Originale stehen im Stiftsmuseum. Das zweite von außen dominierende Element ist der gotische Turm an der Südwestecke des Kirchenschiffs, der in der Zeit von etwa 1340 bis 1420 entstand. Auf einer zweigeschossigen, durch Strebepfeiler gestützten quadratischen Basis schließt sich ein oktogonaler Oberbau mit Glockenstube an. An dessen Fuß befindet sich eine Plattform mit umlaufender Maßwerksbrüstung. Die gotischen Giebel des Turms sind mit Kreuzblumen gekrönt. Der Engel auf der Turmspitze wurde bereits 1539 aufgesetzt und das letzte Mal 1971 erneuert. Am Zifferblatt der Turmuhr findet sich das Datum 1714. Ein zweiter Turm im Nordwesten blieb unvollendet. Denkbar ist, dass die Kirche in romanischer Zeit eine Doppelturmanlage an gleicher Stelle hatte.
Ältester Teil der heutigen Kirche ist das von Westen nach Osten ausgerichtete Langhaus mit seinen romanischen Pfeilerarkaden aus dem 12. Jahrhundert, die die Hochwand und die darüber liegenden Hochfenster tragen. Der Haupteingang zur Kirche am Turm vom Westen her ist ein Rundbogenportal (ca. 1220), über dem sich ein halbkreisförmiges Tympanon befindet, das Jesus auf einem Thron als Weltenherrscher zeigt. Ihm zur Seite stehen erneut Petrus und Alexander. Beim Eintritt in das Kirchenschiff gelangt man in eine Halle mit 16 spätromanischen Säulen, die vermutlich aus der ehemaligen Vorgängerburg von Schloss Johannisburg stammen und reichhaltig geschmückte Kapitelle aufweisen. Diese Säulenhalle trägt die Orgelempore. Das Querhaus, der Ostchor sowie West- und Nordwestportal stammen aus der ersten Hälfte des 13. Jahrhunderts und sind gotisch gestaltet.
Der Giebel über der Hauptfassade wurde 1870 nach Plänen von Georg Eberlein im neugotischen Stil errichtet. Der Pilgerbrunnen auf dem Stiftsplatz ist ein Replikat des 1882 errichteten und im Zweiten Weltkrieg verloren gegangenen Originals, das ebenfalls nach einem Entwurf Eberleins gearbeitet war. Als Leiter der Herstellungsbauten der Stiftskirche wird auch Franz Josef Denzinger genannt.
Die Stiftskirche erlitt bei Luftangriffen und durch Artilleriebeschuss im Zweiten Weltkrieg erhebliche Schäden. Der Wiederaufbau begann bereits 1946, und im Jahr 1947 konnte das Langhaus wieder in den Gottesdienst einbezogen werden. Die Arbeiten am Gebäude und den Kunstdenkmälern, soweit sie nicht gänzlich verloren waren (Seitenaltäre, Chorgestühl), wurden in den Folgejahren schrittweise fortgeführt. 1955 konnte ein neues Geläut in Betrieb genommen werden. Von den ursprünglichen Glocken konnte nur eine übernommen werden. Zur Jahrtausendfeier im Jahr 1957 konnte ein Zustand erreicht werden, der keine Hinweise auf Kriegsschäden mehr aufwies. Der neue Altar in der Vierung, gestaltet von dem Bildhauer Max Weber, wurde 1981 geweiht.

## Ausstattung

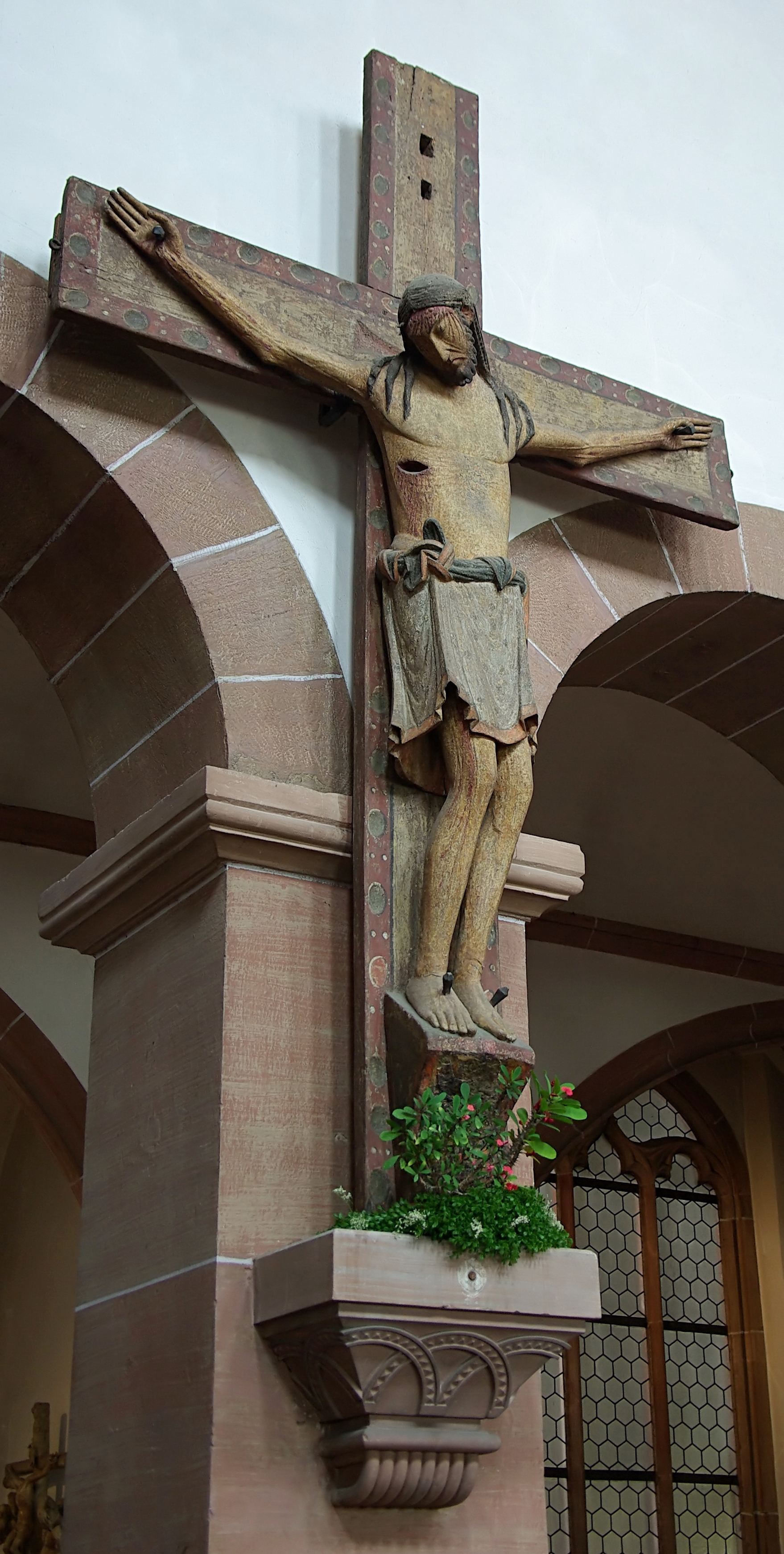
Das ottonische Kreuz.

Die Stiftskirche zählt aufgrund ihrer reichhaltigen Ausstattung zu den bedeutendsten regionalen Sakralbauten. Insbesondere sind zu nennen:
- das überlebensgroße Aschaffenburger Triumphkreuz aus dem 10. Jahrhundert, das vermutlich von der Essener Äbtissin Mathilde und dem Erzbischof Willigis von Mainz zum Gedächtnis an Mathildes Bruder Otto von Schwaben gestiftet wurde. Es hängt in der Mitte an der Nordseite des Hauptschiffs. Auf die Essener Herkunft verweist die Rahmung in  der Art eines kostbaren Edelsteinbesatzes, die dem (älteren) Mathildenkreuz im Essener Münster entspricht. Die geschlossenen Augen und die große Wunde an der Seite zeigen den Tod Christi an. Zugleich strahlen die Haltung des Körpers und der Gesichtsausdruck eine große Gelassenheit aus, durch die die Überwindung des Todes zum Ausdruck kommt.

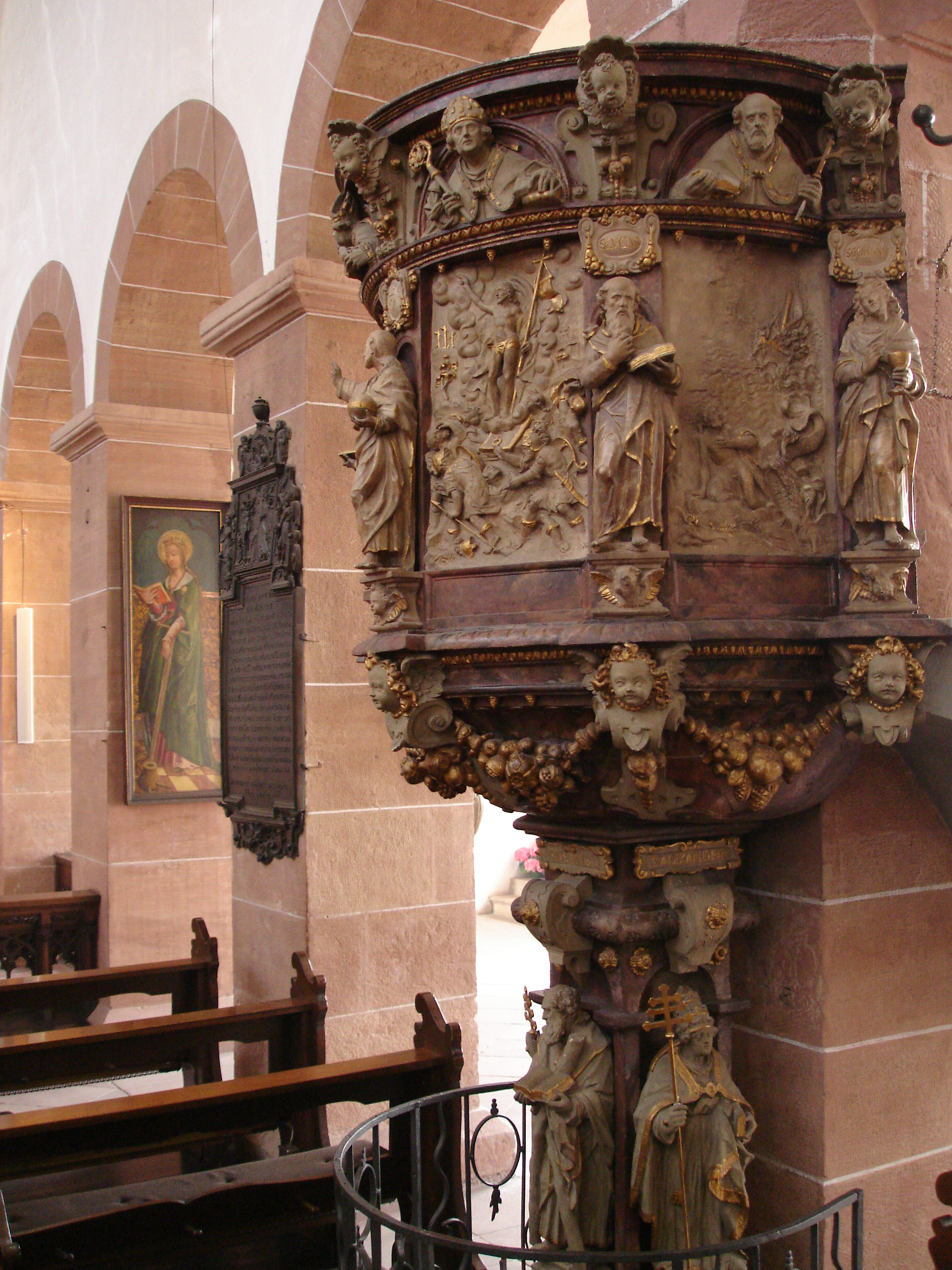
Kanzel

- die nur wenig entfernt auf der gegenüberliegenden Seite befindliche, von Hans Juncker gestaltete frühbarocke Kanzel aus dem Jahr 1602. An den Pilastern der Kanzel stehen Christus Salvator und die vier Evangelisten, die für die Botschaft des neuen Testamentes stehen. Die vier dazwischen liegenden Steinreliefs zeigen Szenen des Alten Testaments, die allegorisch auf das neue Testament verweisen.[6] So entspricht etwa Samson mit den Stadttoren von Gaza Christus, der die Tore der Vorhölle gesprengt hat. Jona, der nach drei Tagen vom Wal ausgespieen wurde, ist eine Analogie zur Auferstehung Christi aus dem Grab. Oberhalb der Reliefs verweisen Halbfiguren der vier großen Kirchenväter der westlichen Kirche (Gregor der Große, Hieronymus, Ambrosius und Augustinus) auf die kirchliche Tradition. Den Schaft der Kanzel bilden Figuren von Petrus, Alexander sowie Andreas, dem Namenspatron des Stiftskantors Andreas Weber, zu dessen Gedenken die Kanzel gestiftet wurde.
- der mit einem Baldachin überdachte, spätbarocke Hochaltar, der in den Jahren 1771 bis 1774 neu geschaffen und 1775 geweiht wurde. Mit seinen vier Marmorsäulen erinnert er an den Vier-Säulen-Altar von Bernini im Petersdom oder den Papstaltar in Santa Maria Maggiore und zeigt so die enge Verbundenheit der Herren der Stiftskirche mit dem Vatikan. Mit dem geschwungenen filigranen hölzernen Gebälk und den Voluten als Krönung ist er ein kirchliches Hoheitszeichen. In der Mitte der Altartisch mit der Figur des Gekreuzigten, nach hinten gerückt das Tabernakel mit anbetenden Engeln und dem bekrönenden Lamm Gottes. In die Seitenwände des Chores sind die Sarkophage der Königin Luitgard und ihrer Tochter (links) und von Herzog Otto (rechts) eingelassen, so dass jeweils nur die Längsseite zu sehen ist. Oberhalb links ist ein Wappenrelief aus dem Jahr 1722 zu sehen. Das entsprechende Relief rechts von Meister Wendel aus dem Jahr 1524 ist farbig und zeigt Otto mit Schwert und Schild zwischen zwei Putten, die die Wappenschilde von Schwaben und Bayern halten. Ebenfalls an der rechten Chorwand befindet sich das Epitaph des Erzbischofs Theoderich von Erbach und diesem gegenüber ein Grabdenkmal für Anselm Franz von Ingelheim, gestaltet von Johann Wolfgang Frölicher. Im Chor findet sich auch ein rot-goldener, kegelförmiger Seidenschirm (Padiglione) als Zeichen der Basilica minor.
- drei Bronzekunstwerke aus der Werkstatt der Nürnberger Familie Vischer im nördlichen Querschiff, die im Auftrag Albrecht von Brandenburgs gefertigt wurden. Von Peter Vischer d. J. stammt das Epitaph Albrechts aus dem Jahre 1525, auf dem dieser in vollem erzbischöflichen Ornat mit Krummstab und Vortragekreuz dargestellt wird. Ein Gegenstück hierzu schuf der Bruder Hans Vischer 1530, ein Relief Marias nach einem Kupferstich Albrecht Dürers. In der Mitte steht ein Baldachin, ebenfalls von Hans Vischer aus dem Jahr 1536, der ursprünglich in Halle über einer Grabplatte stand. Die Unterseite des Baldachins ist mit Gravuren geschmückt, die die fünf Wunden Christi darstellen und vier Putten mit den Leidenswerkzeugen. Auf dem Baldachin befindet sich der Margarethenschrein, ein vergoldeter Holzsarg mit Schaufenstern, der die Reliquien mehrerer Heiligen enthält. An der Ostwand des Querschiffs befindet sich über einem Altar ein Holztafelgemälde der Kreuzigung mit geistlichen Stiftern, etwa um 1520.

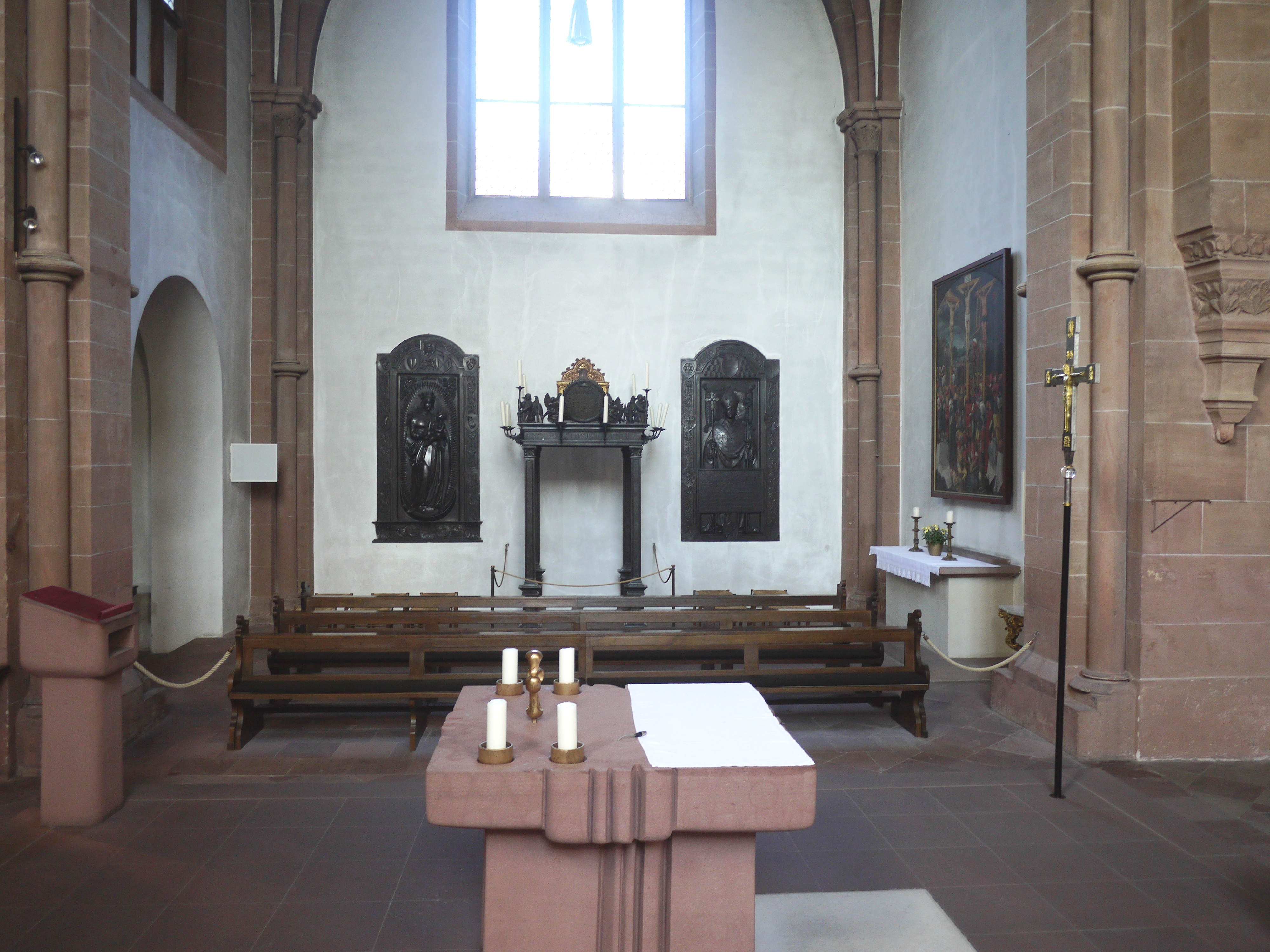
Nördliches Querschiff
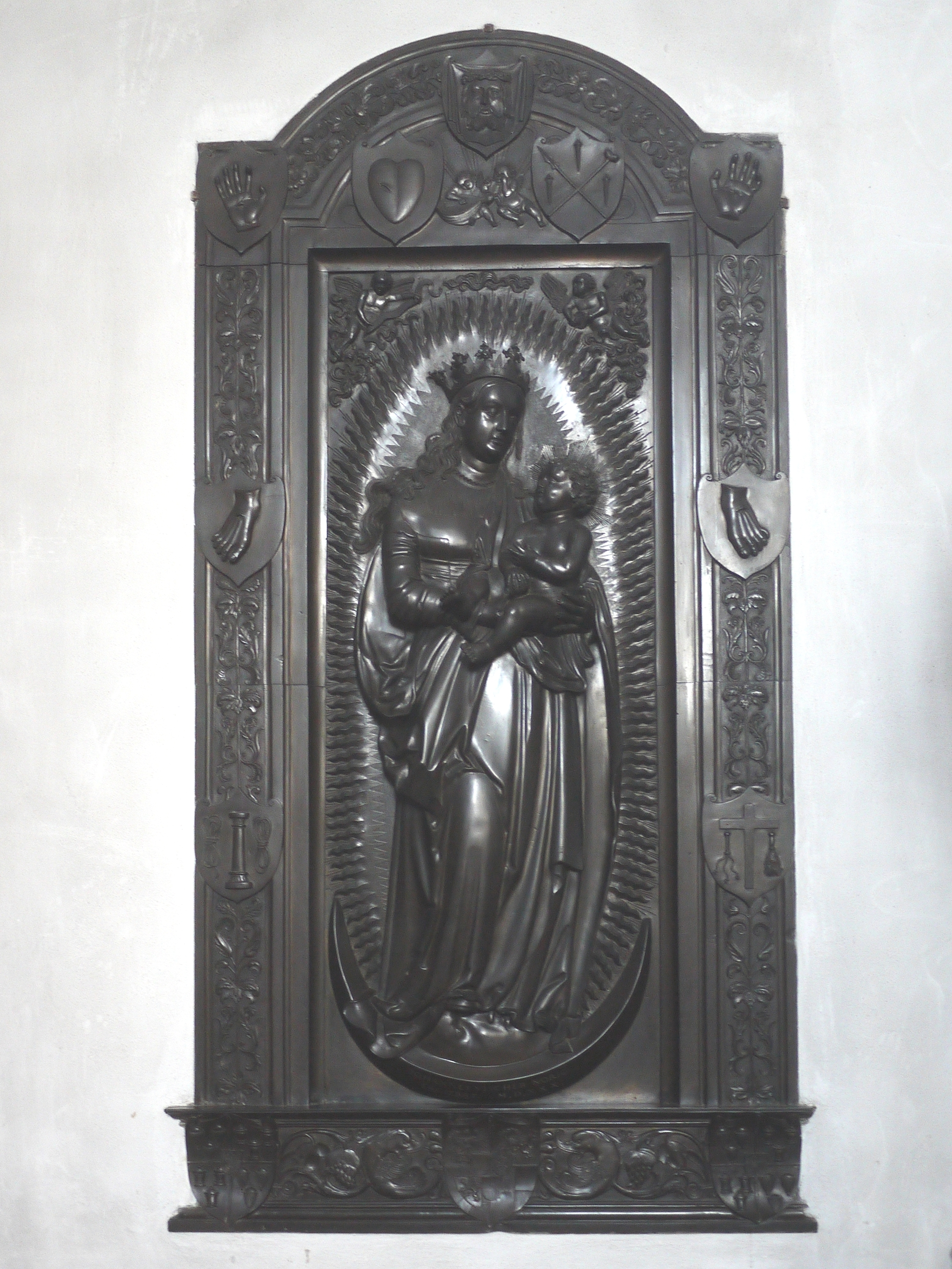
Relief Marias mit dem Kinde
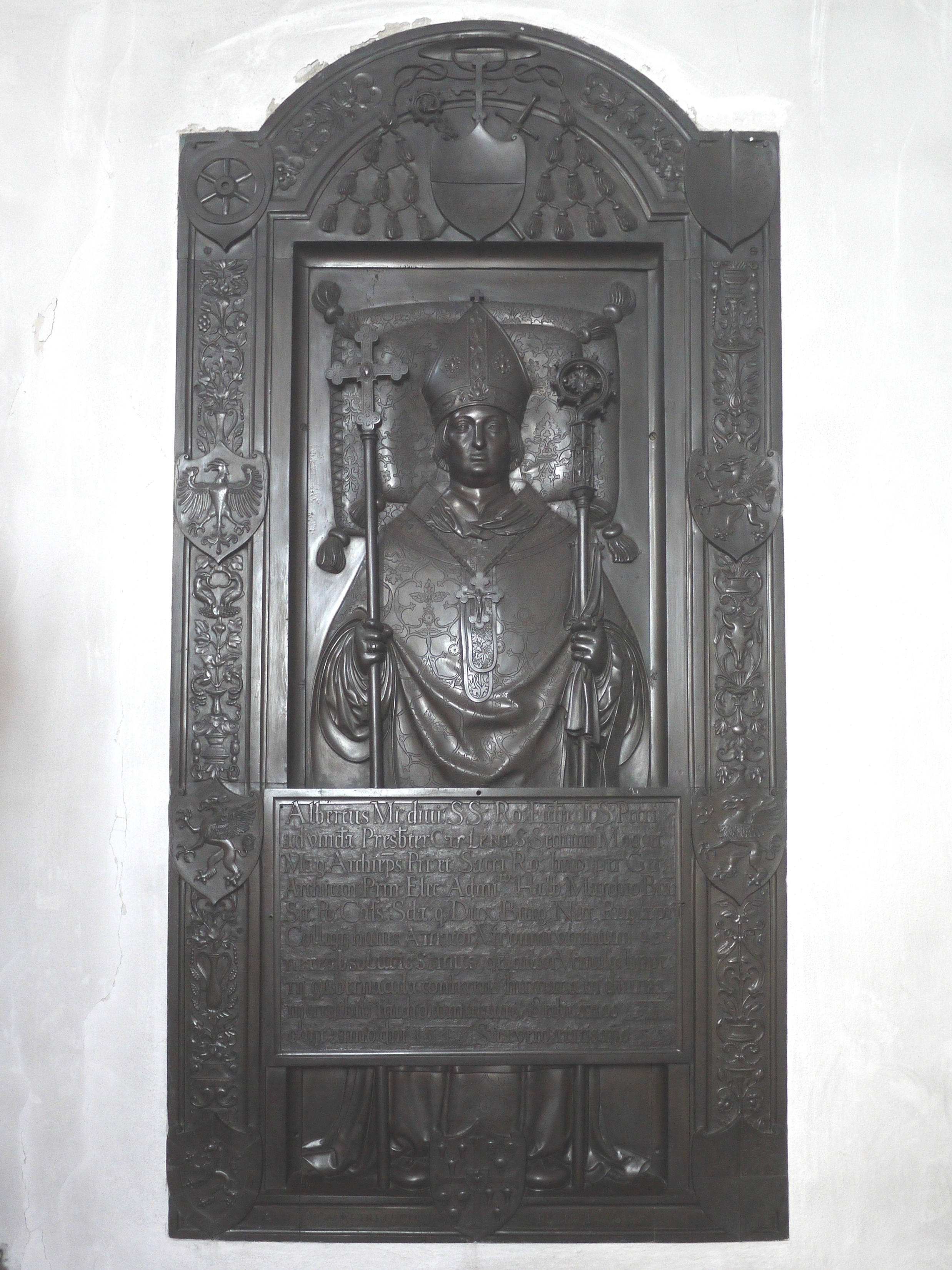
Epitaph Albrecht von Brandenburgs
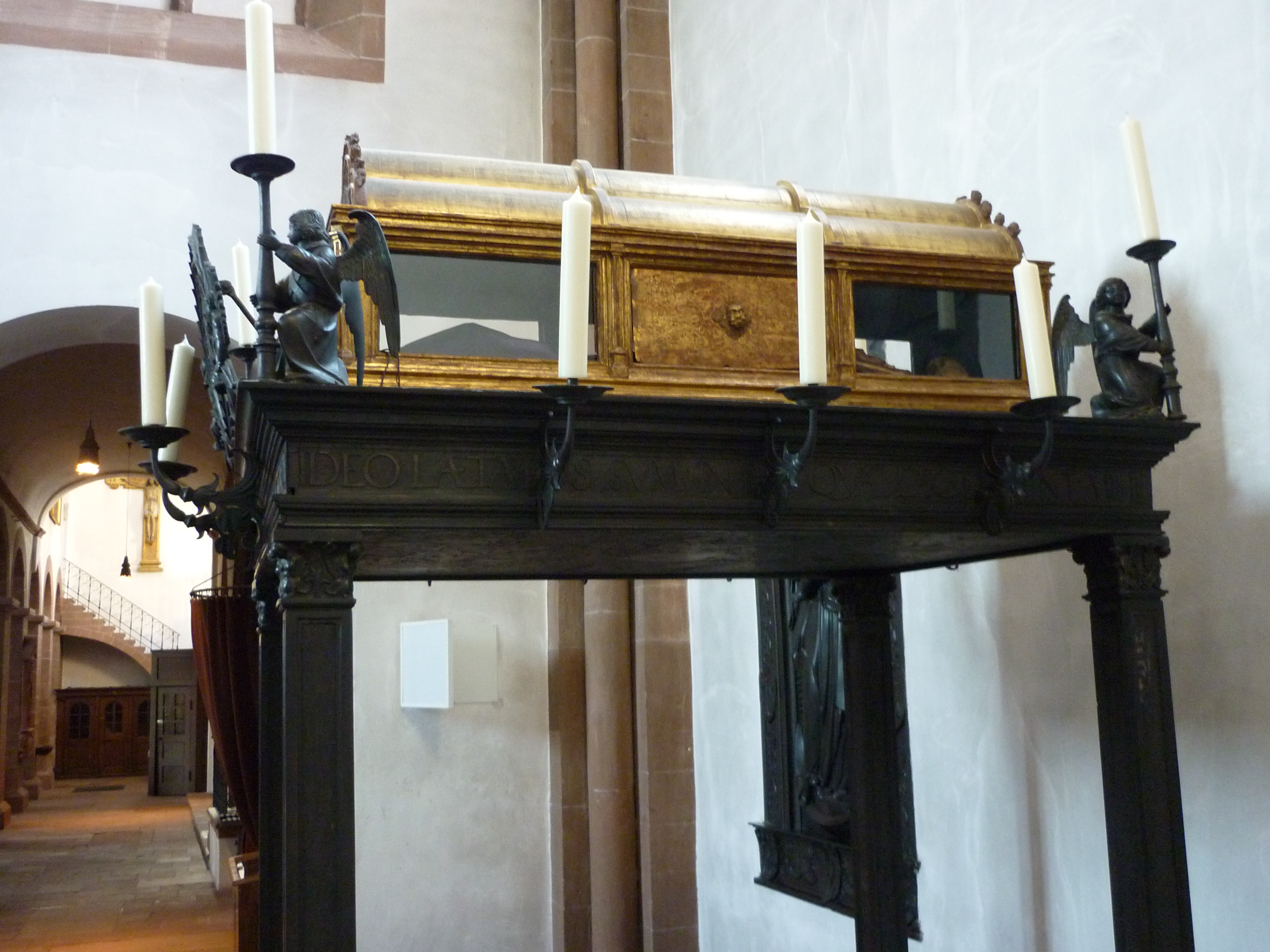
Margarethenschrein
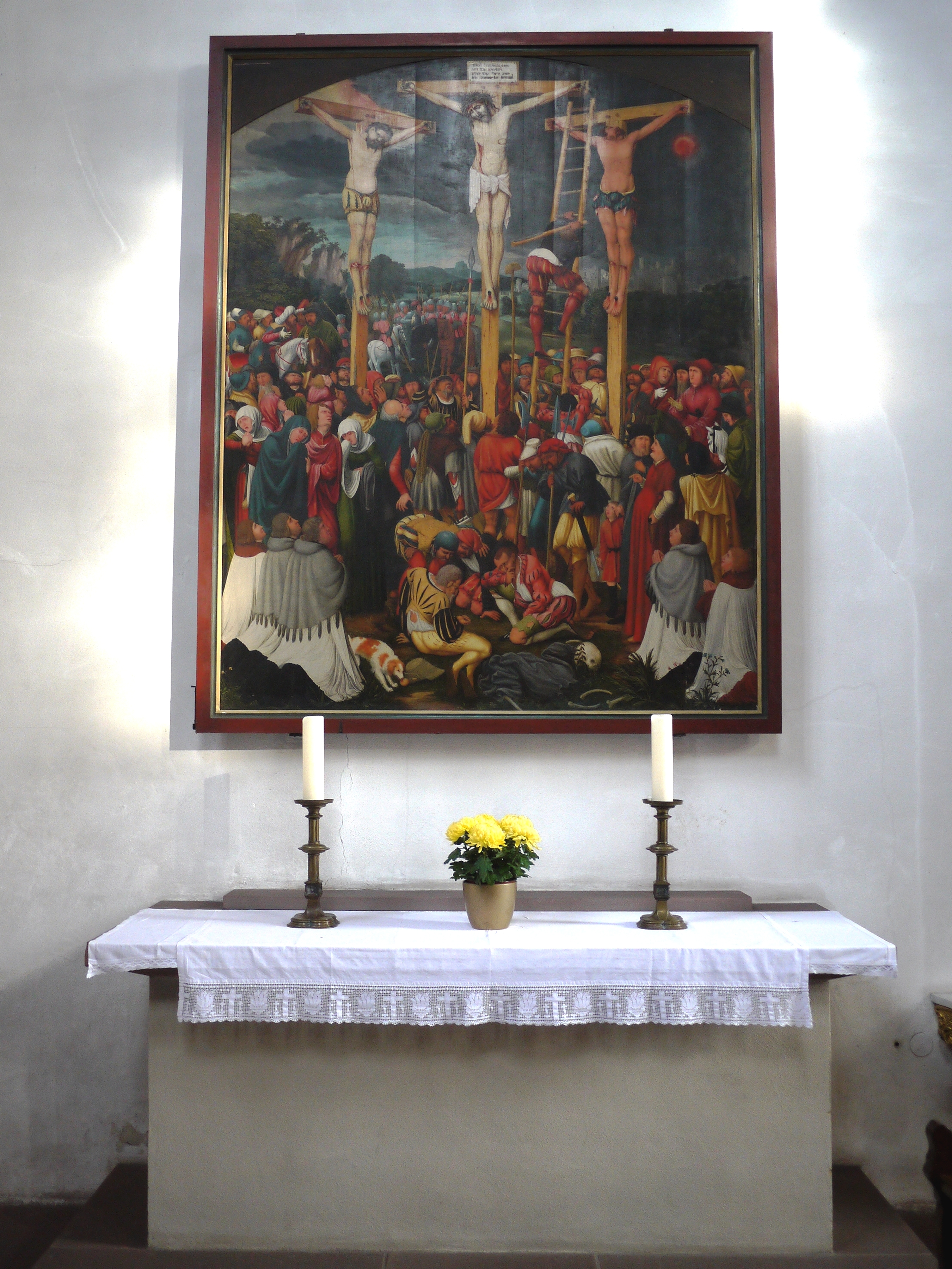
Kreuzigungsgemälde

- der im zentral südlichen Querschiff stehende Taufstein von Konrad von Mosbach aus dem Jahre 1487 mit farbigen Reliefs von Engeln als Halbfiguren, von denen drei Musikinstrumente tragen, einer ein Buch (die Bibel?), einer die Jahreszahl und einer das Wappen des Erzbischofs Berthold von Hennenberg. An der Südwand eine Bildergruppe mit der „Anbetung der Könige“ (1577) von Isaac Kieninng aus Speyer im Zentrum und zwei Altarflügeln um 1520 aus der Schule Lucas Cranachs des Älteren daneben. Links die heilige Katharina mit dem Schwert und Margaratha mit Drachen und Kreuzstab, rechts Barbara mit dem Kelch und Agnes mit dem Lamm. An der Ostseite hängt eine Kopie der Mitteltafel des Magdalenenaltars, der um 1520 von der Schule Lucas Cranachs d. Ä. geschaffen wurde. Sie zeigt die Auferstehung Christi. Eine weitere Kopie aus dem Magdalenenaltar (links hinten) ist die Darstellung des heiligen Valentin an der Westwand des Querschiffes. Als Teil des Stiftsschatzes befindet sich der Altar heute im Stiftsmuseum.[7]

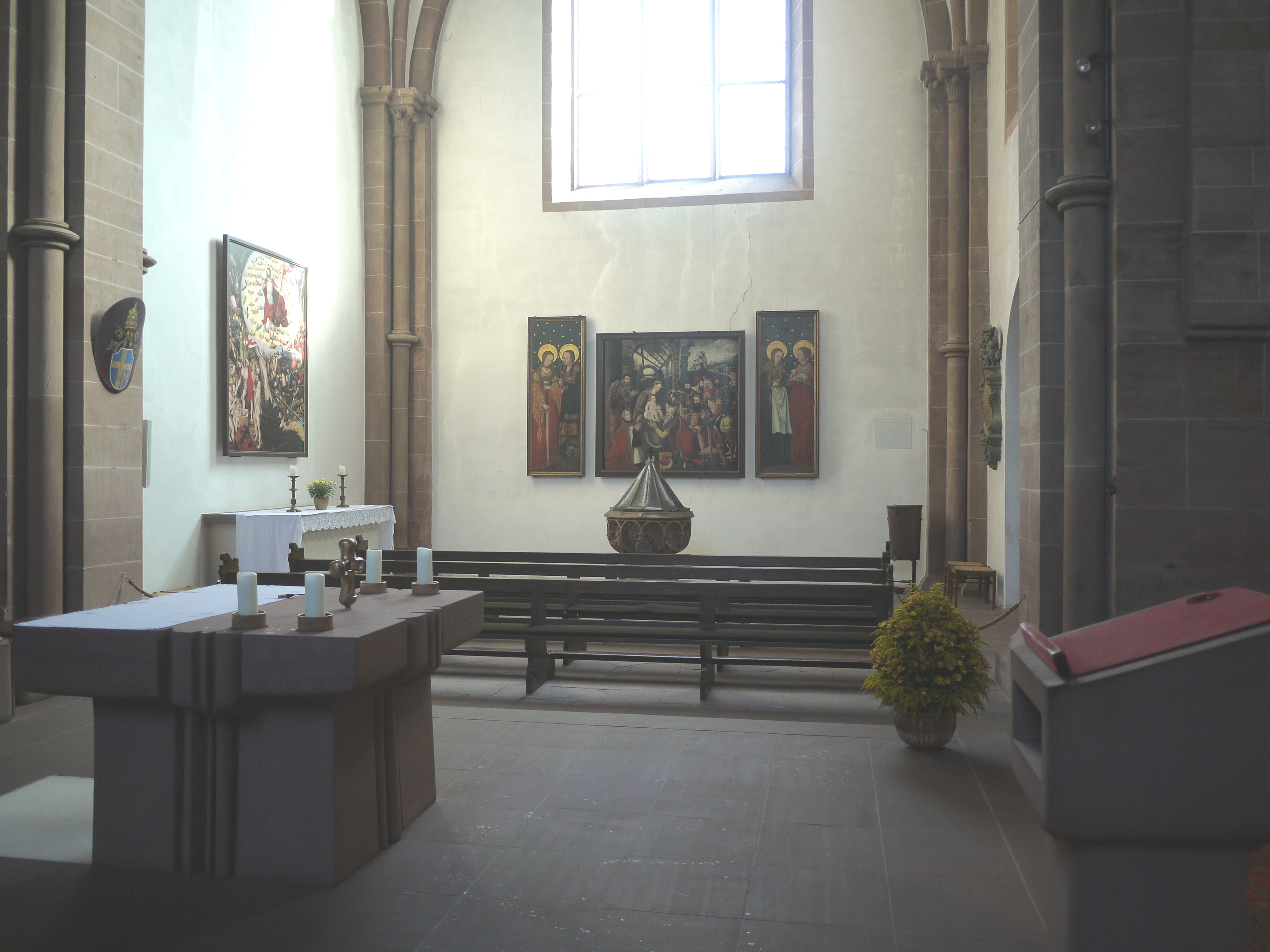
Südliches Querschiff
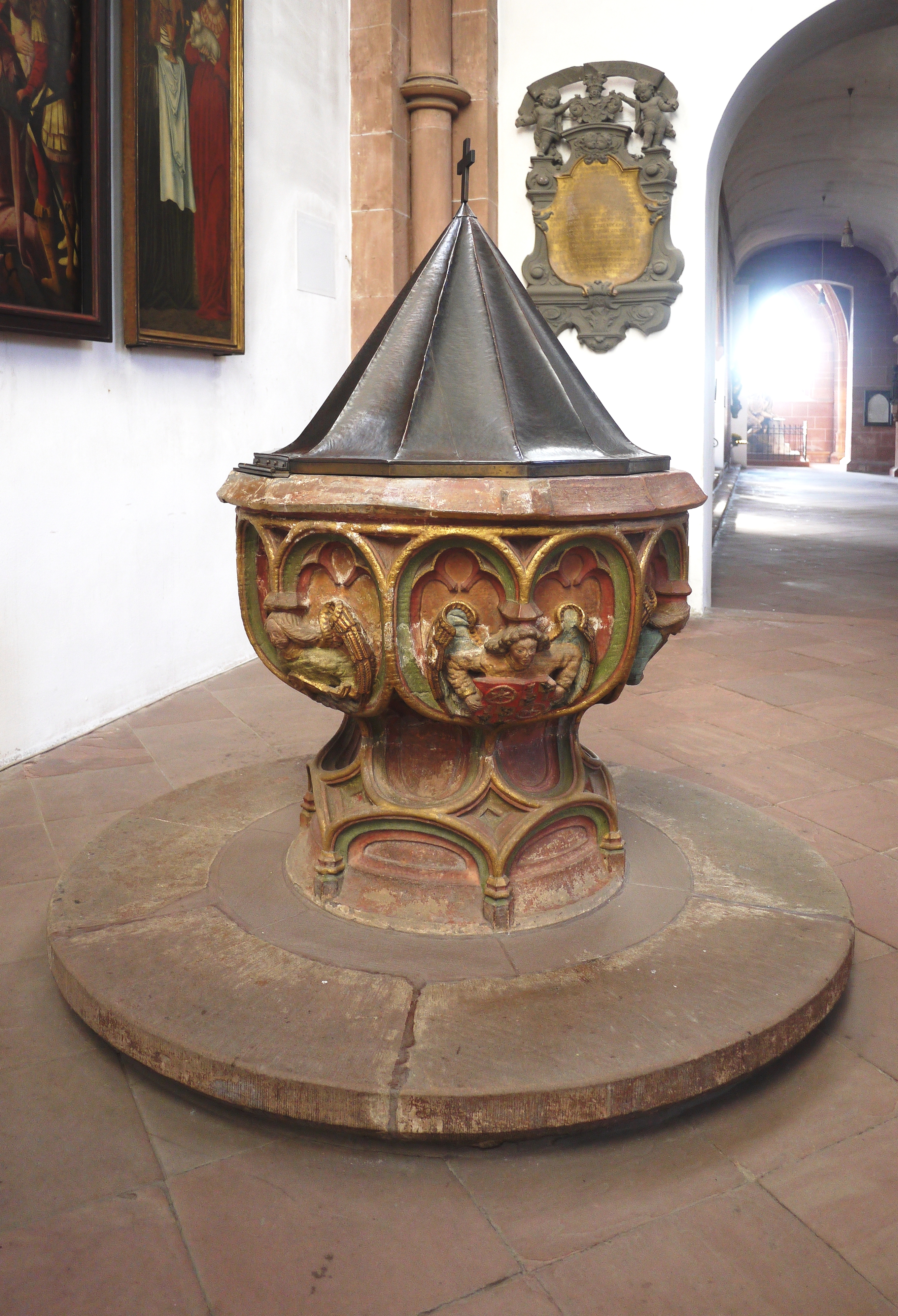
Taufstein
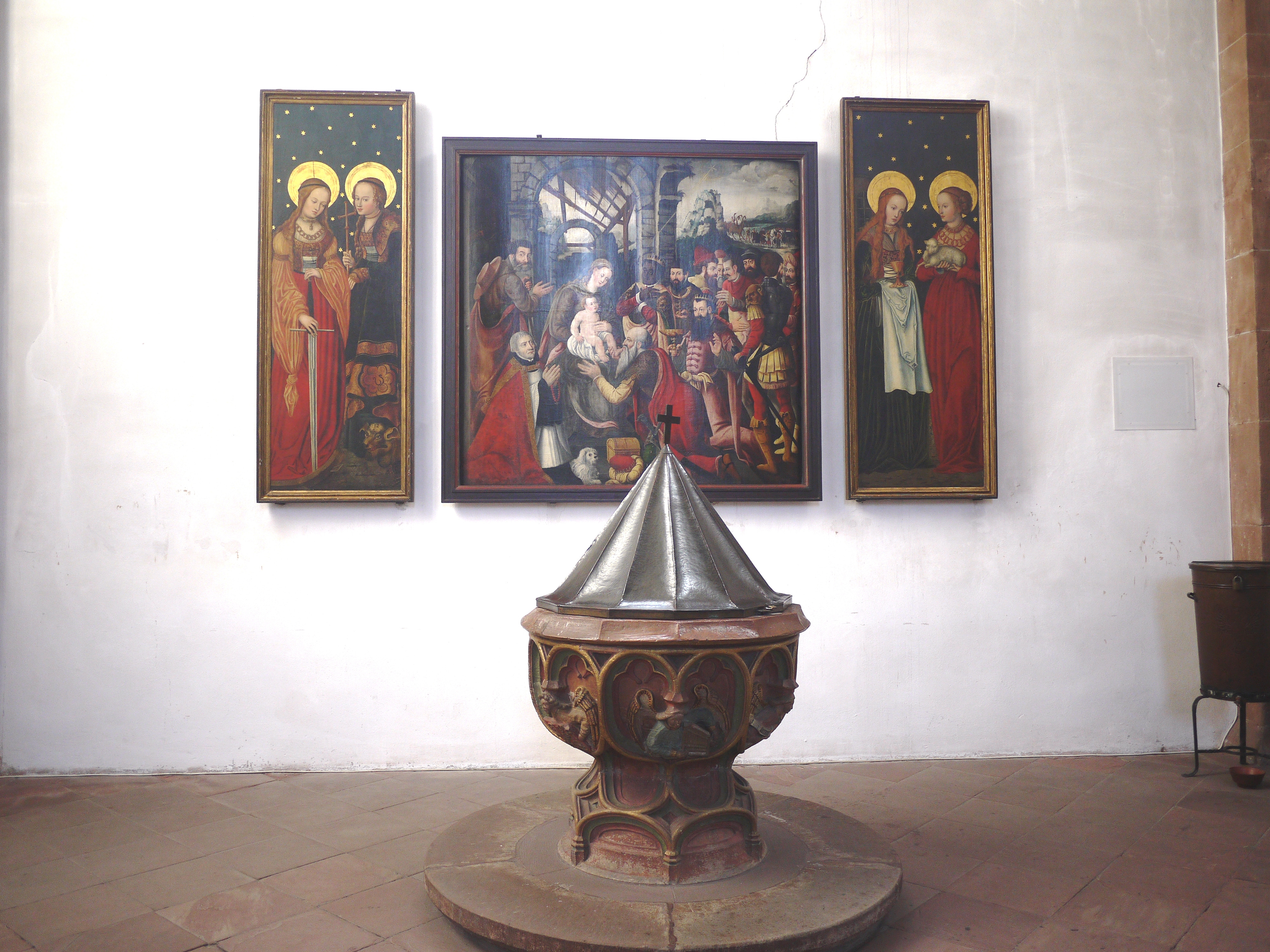
Taufstein mit Gemälden
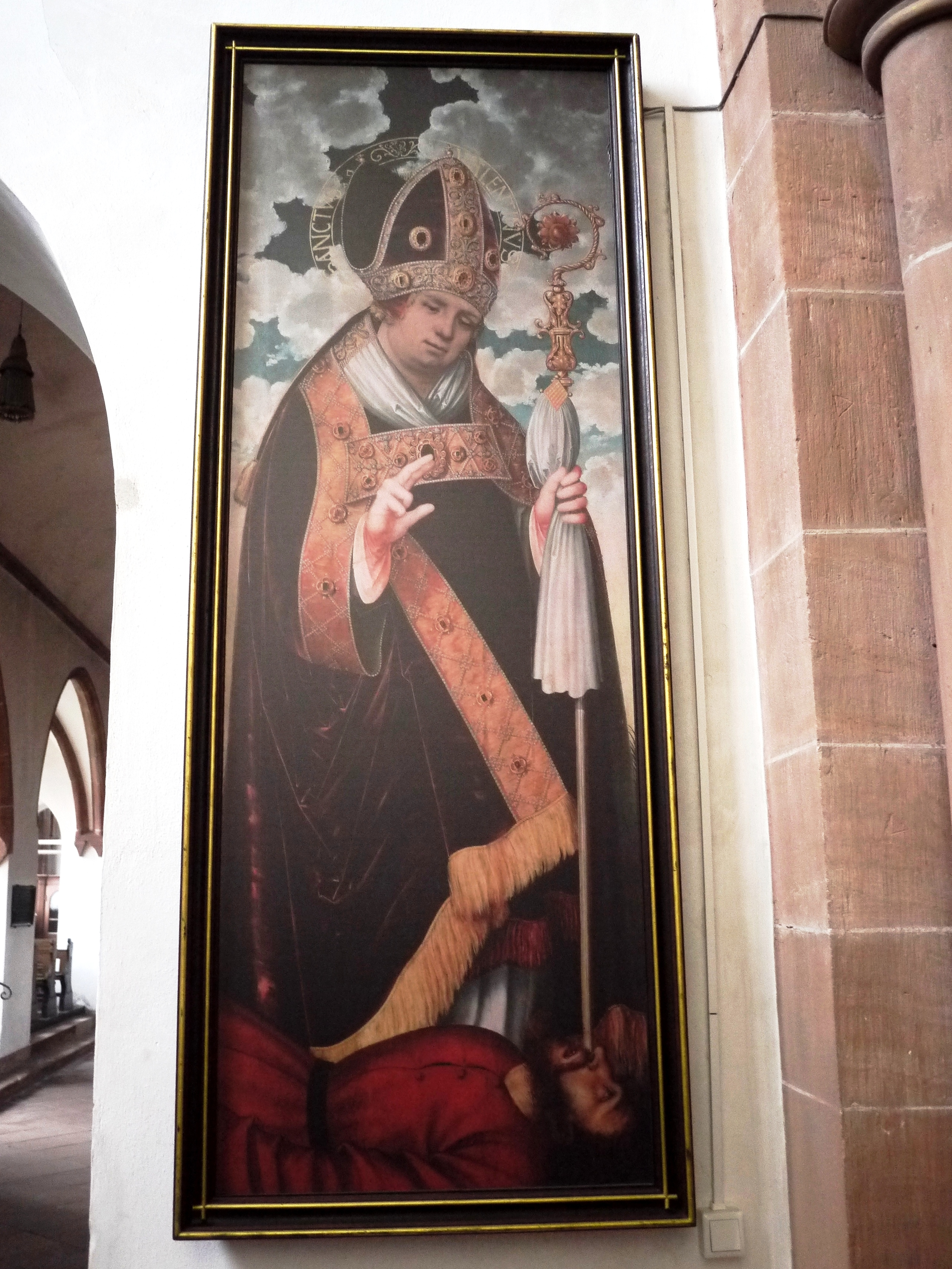
Valentin (aus dem Magdalenenaltar)
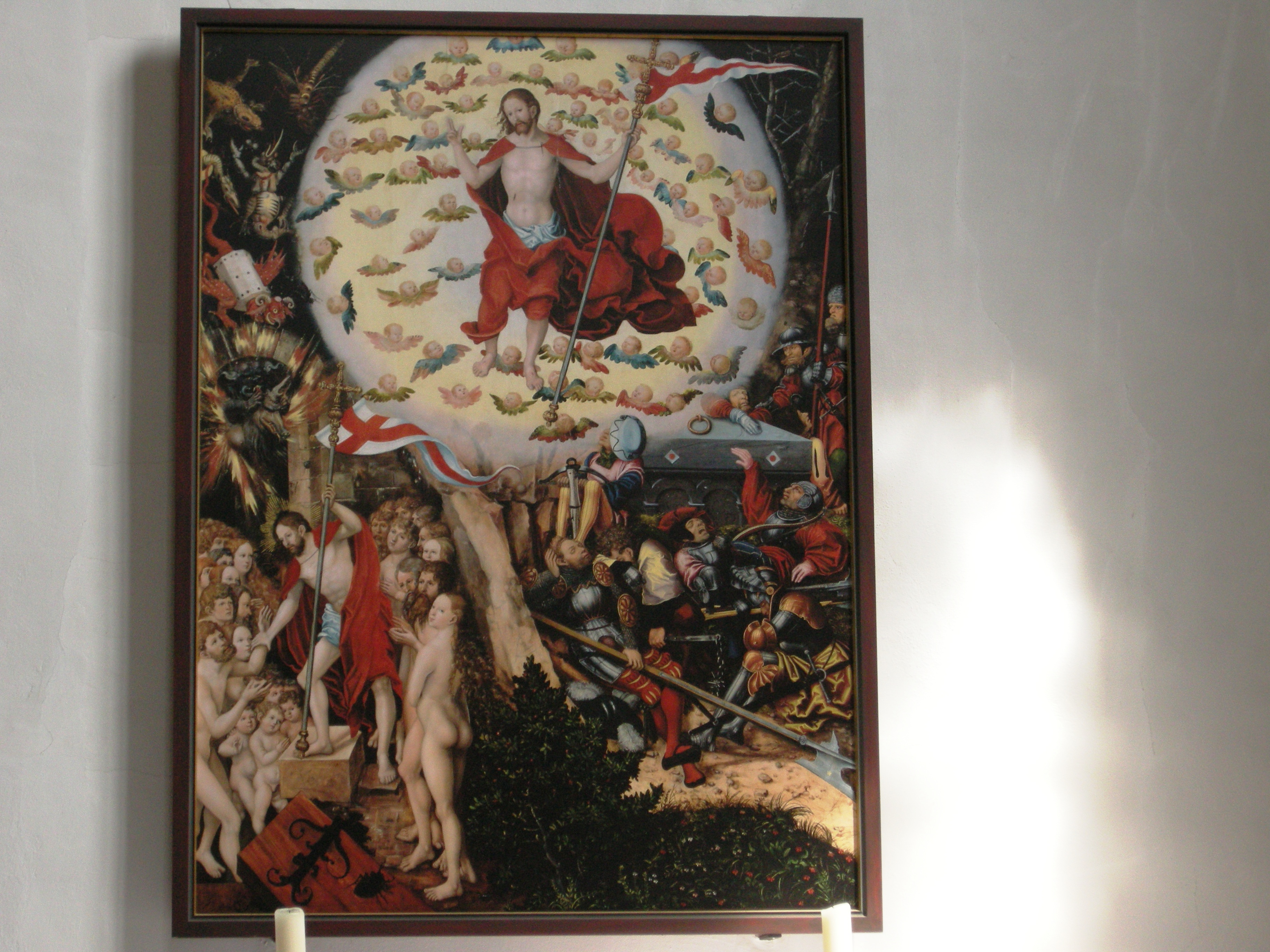
Mittelbild Magdalenenaltar

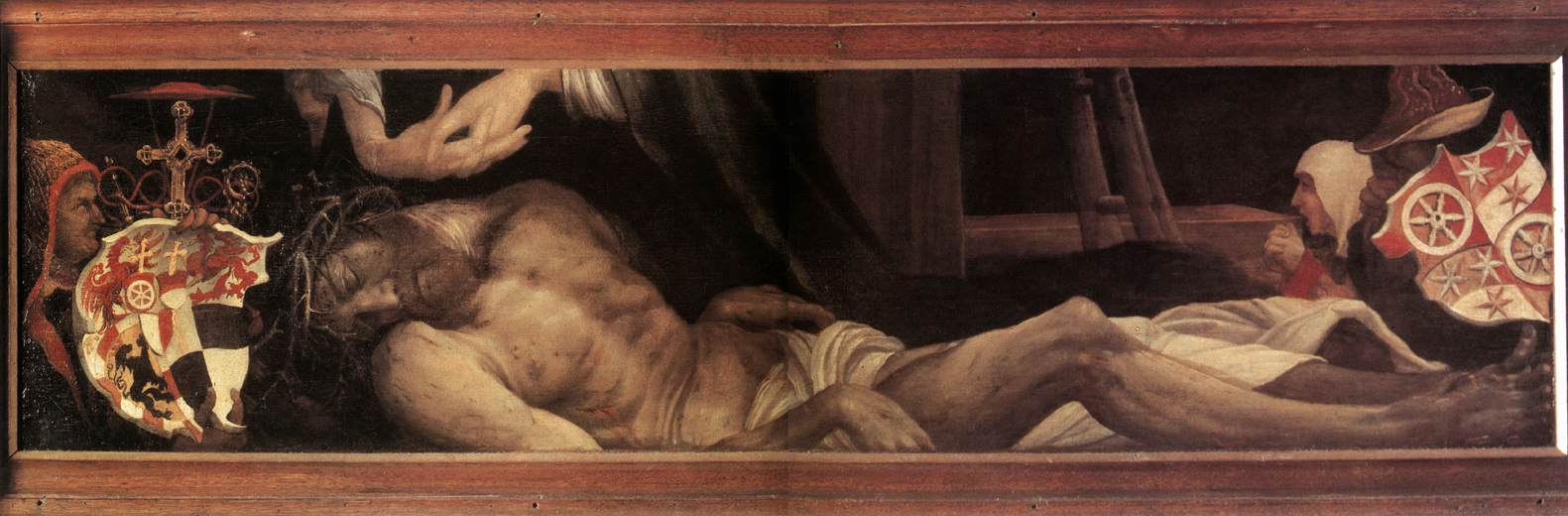
Die Beweinung Christi von Matthias Grünewald.

- die im Auftrag des Stifts entstandene Beweinung Christi (um 1525) des Malers Matthias Grünewald, der seit 1516 eine Reihe von Werken für die Kirche geschaffen hatte, die sich bis auf die „Beweinung“ heute an anderen Orten, zum Beispiel in der Alten Pinakothek in München befinden. Das Gemälde auf einer Tannenholztafel befindet sich in einer Kapelle im südlichen Seitenschiff. Es hatte seine ungewöhnliche Form bereits im Original. Vermutlich ist es als Front einer Grabtruhe gedacht.[8] Sichtbar, sehr plastisch und ausdrucksvoll ist der von den Leiden gezeichnete und vom Kreuz herab genommene Leichnam Christi, der noch die Dornenkrone trägt, also noch vor der Auferstehung. Im Übrigen lebt das Bild von Andeutungen. Im Hintergrund der Stumpf des Kreuzes mit einer angelehnten Leiter. Über dem Kopf Jesu die gefalteten Hände der trauernden Maria. Die klagende Frau rechts, möglicherweise Magdalena,  steht für den mittrauernden Betrachter, für die Karfreitagsgemeinde. Die beiden Wappen außen, das linke von Albrecht von Brandenburg, das rechte von Theoderich von Erbach, zeigen die Bedeutung der Mainzer Erzbischöfe für das Aschaffenburger Stift.

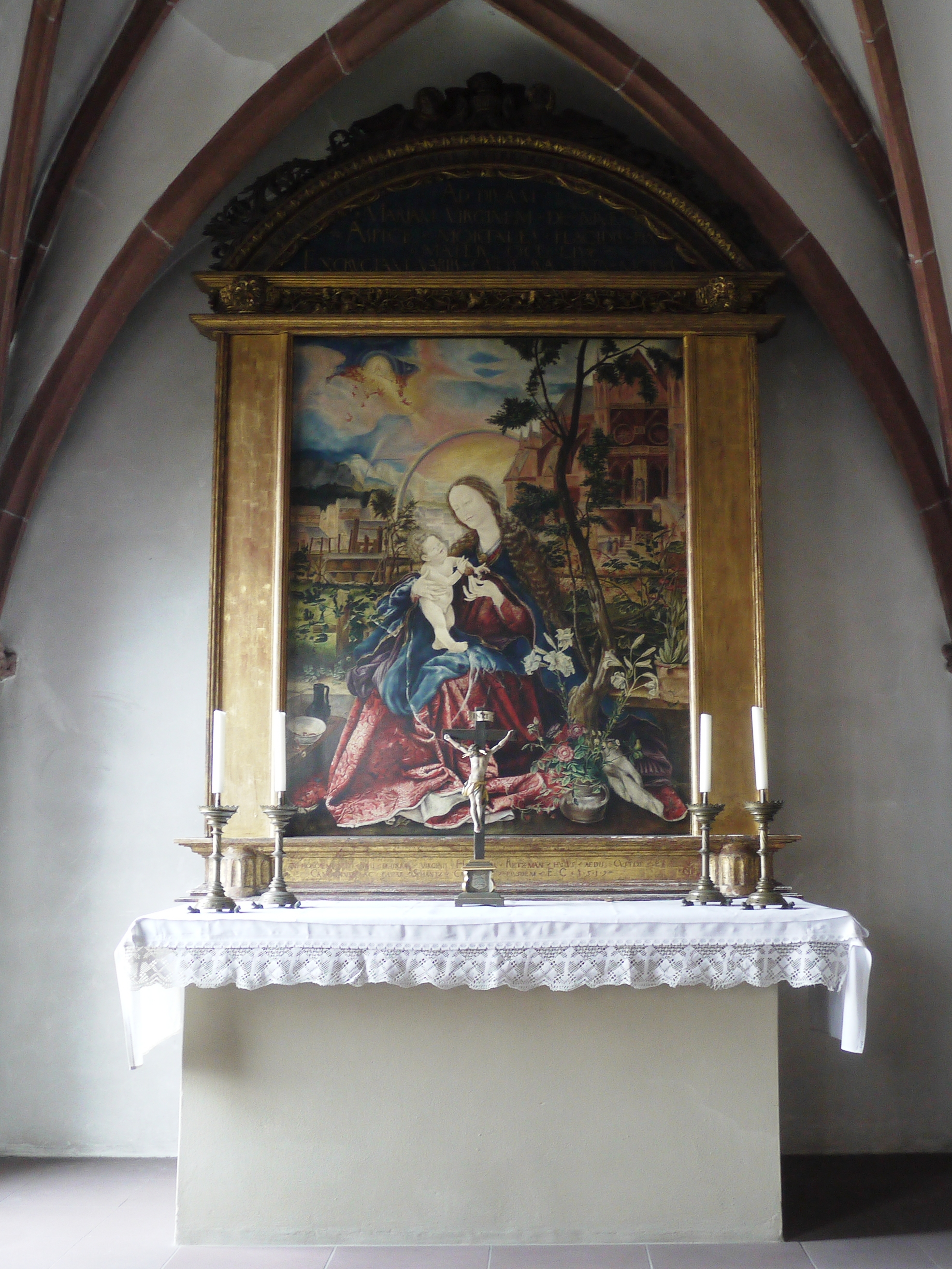
Madonnenbild in der Maria-Schnee-Kapelle

- die Maria-Schnee-Kapelle, zu der man über eine Treppe aus dem nördlichen Seitenschiff durch zwei Spitzbogenarkaden gelangt. Der Name der Kapelle bezieht sich auf die Legende vom sog. Schneewunder, wonach Maria es mitten im Sommer in Rom schneien ließ, um zu kennzeichnen, wo die Kirche Santa Maria Maggiore erbaut werden sollte. Das ursprünglich für diese Kapelle als Mitteltafel des Maria-Schnee-Altars gemalte Madonnenbild von Grünewald befindet sich heute als Stuppacher Madonna in Bad Mergentheim. In Aschaffenburg befindet sich heute eine Kopie von Christian Schad. Auf dem Bild hat Maria, in einem Garten sitzend, das stehende Jesuskind auf dem Schoß und reicht ihm einen Granatapfel, der sowohl Zeichen der Liebe als auch Symbol des Sündenfalls sein kann. Im Hintergrund erhebt sich ein mächtiger Kirchenbau, dem vermutlich das Straßburger Münster als Vorlage diente und der auf Maria als Urbild der Kirche deutet. Während der linke Altarflügel verschollen ist, befindet sich der rechte, auf dem das Schneewunder dargestellt ist, heute im Freiburger Augustinermuseum. In der Kapelle wird heute eine weitere Kopie eines Werks von Grünewald für die Stiftskirche gezeigt, die „Verspottung Christ“, eine Arbeit von August Bresgen (1888–1987).

Weitere Ausstattungen sind mehrere Nebenaltäre in den Seitenschiffen der Kirche, weitere bedeutende Gemälde sowie eine Vielzahl von Epitaphen und Gedenktafeln an den Säulen und Wänden der Kirche. In der Kapelle unterhalb des Glockenturms befindet sich eine allegorische Figurengruppe (Heinrich Philipp Sommer, 1816) als Denkmal für Friedrich Karl Joseph von Erthal, in der der Genius der Religion dem Sterbenden den Schleier der Geschichte lüftet, während der Genius der Ewigkeit dessen Verdienste auf eine Tafel schreibt. Über dem Aufgang zur Maria-Schnee-Kapelle hängt ein Kruzifix aus dem 19. Jahrhundert (Ludwig Voltz, 1862), an der Hochwand gegenüber der Kapelle ein Leinwandgemälde von Johannes Fischer (1570–1643) mit Christus zwischen Petrus und Paulus. In der dem Chor am nächsten gelegenen Kapelle im nördlichen Seitenschiff steht der sog. Nothelferaltar aus dem 19. Jahrhundert, in den verschiedene spätgotische Elemente aus dem 15. Jahrhundert eingearbeitet sind. Die zweite nördliche Kapelle enthält eine Kreuzigungsgruppe von Zacharias Juncker d. Ä. (um 1650). Gegenüber im südlichen Seitenschiff hängt oberhalb der Beweinung Christi das Epitaph des Kanonikus Heinrich Reitzmann (gest. 1528), der ihn betend vor dem Bild einer Pietà zeigt. Gegenüber steht ein Altar mit einem Bild aus der Cranach-Schule, das eine Messe des heiligen Gregorius zeigt. Der im Westen sich anschließende Altar ist der Magdalenenaltar von Hans Juncker (um 1620). Den modernen Zelebrationsaltar in der Vierung schuf Max Walter 1979, ebenso das Sakramentshaus sowie den Sockel zu der hölzernen Mondsichelmadonna (um 1460).

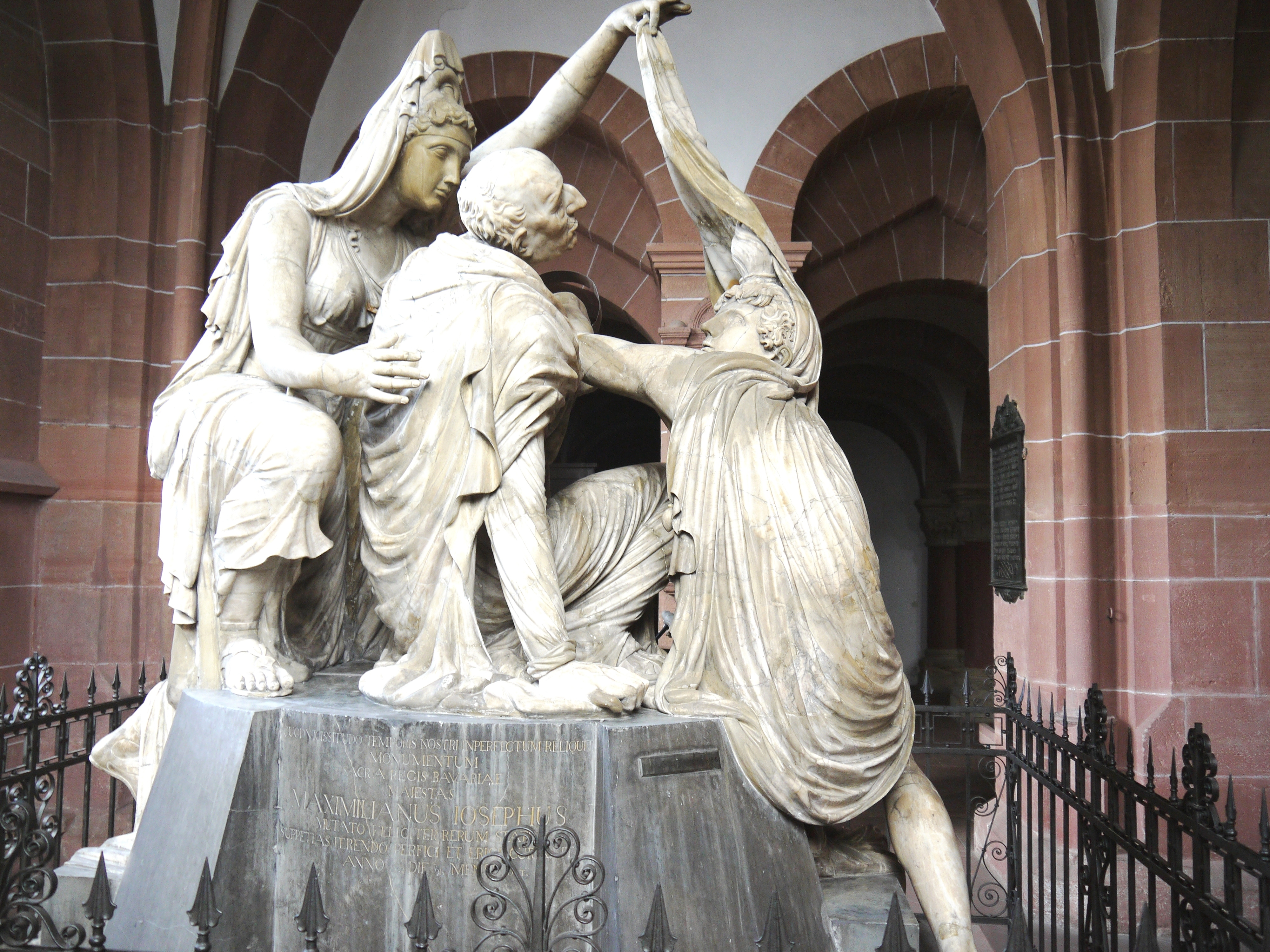
Erthaldenkmal
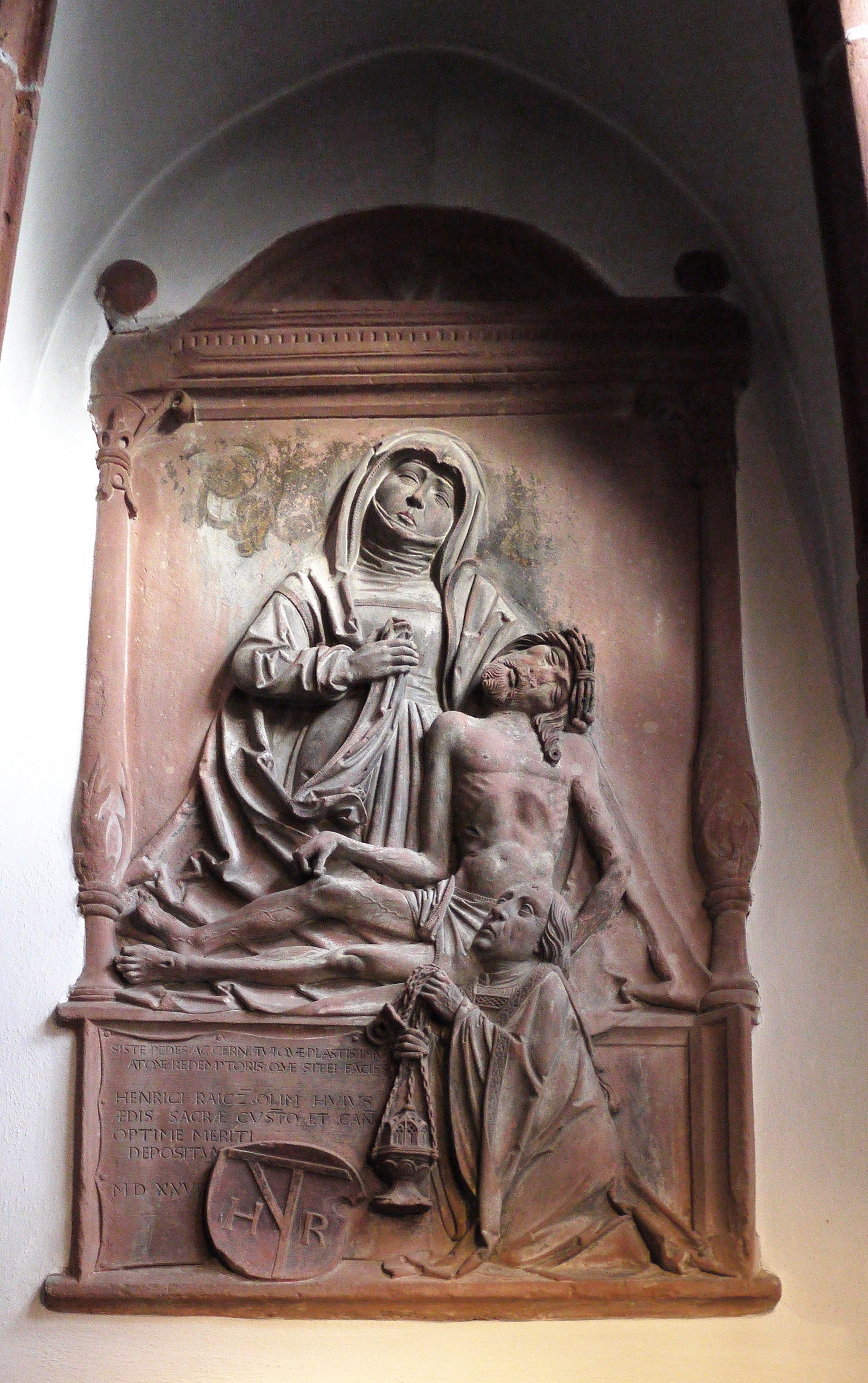
Epitaph für Heinrich Reitzmann
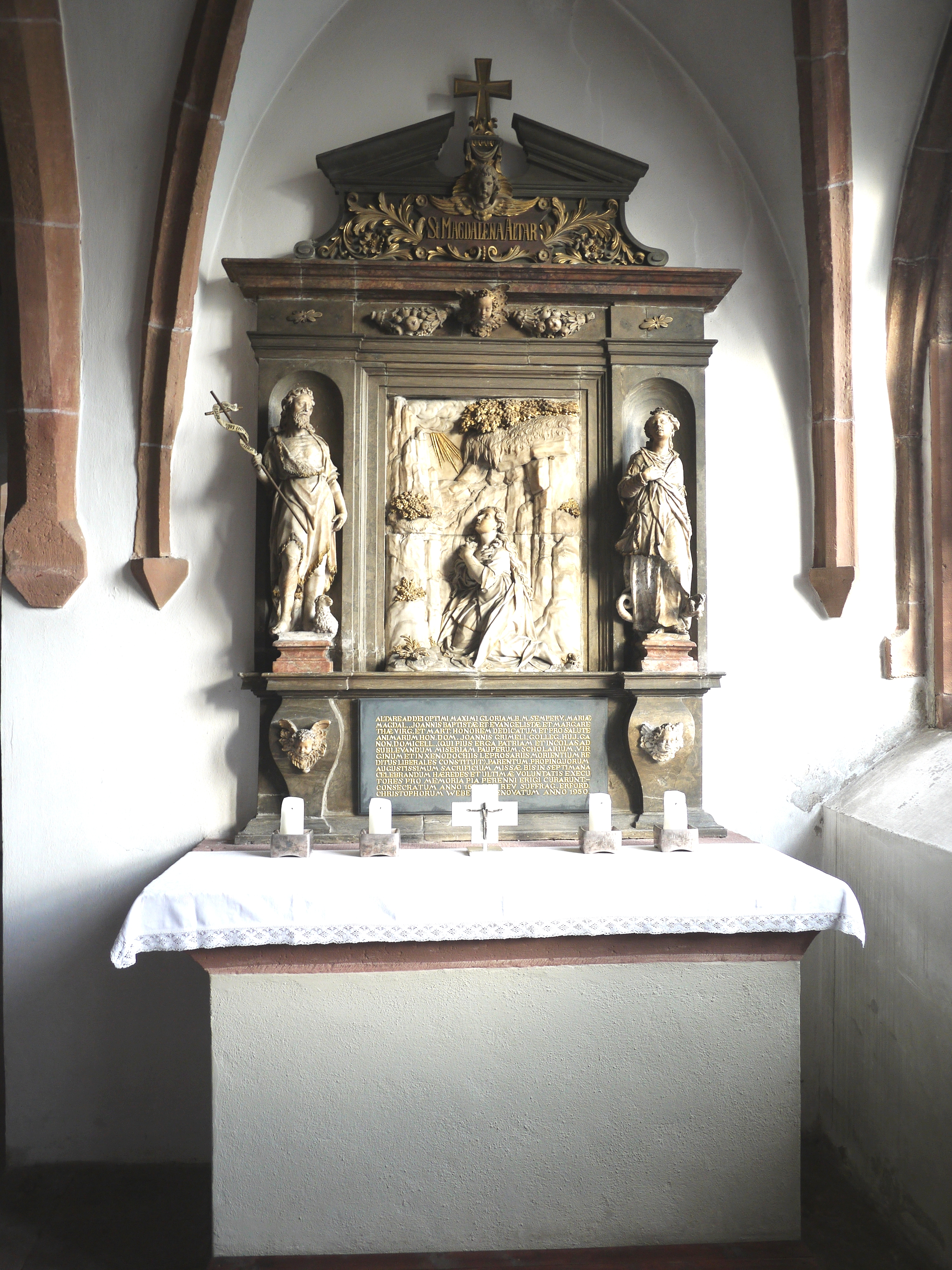
Magdalenenaltar
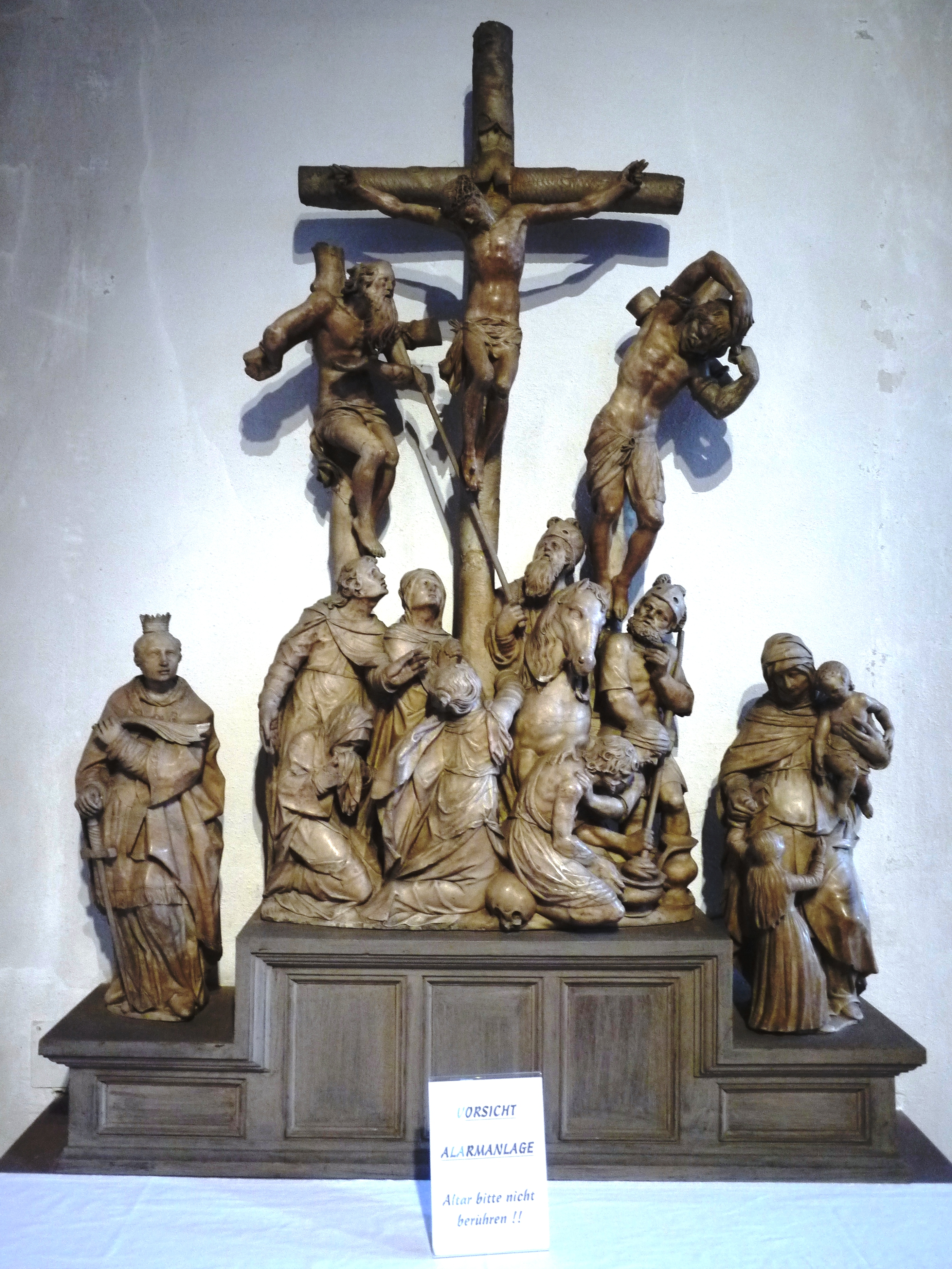
Kreuzigungsgruppe
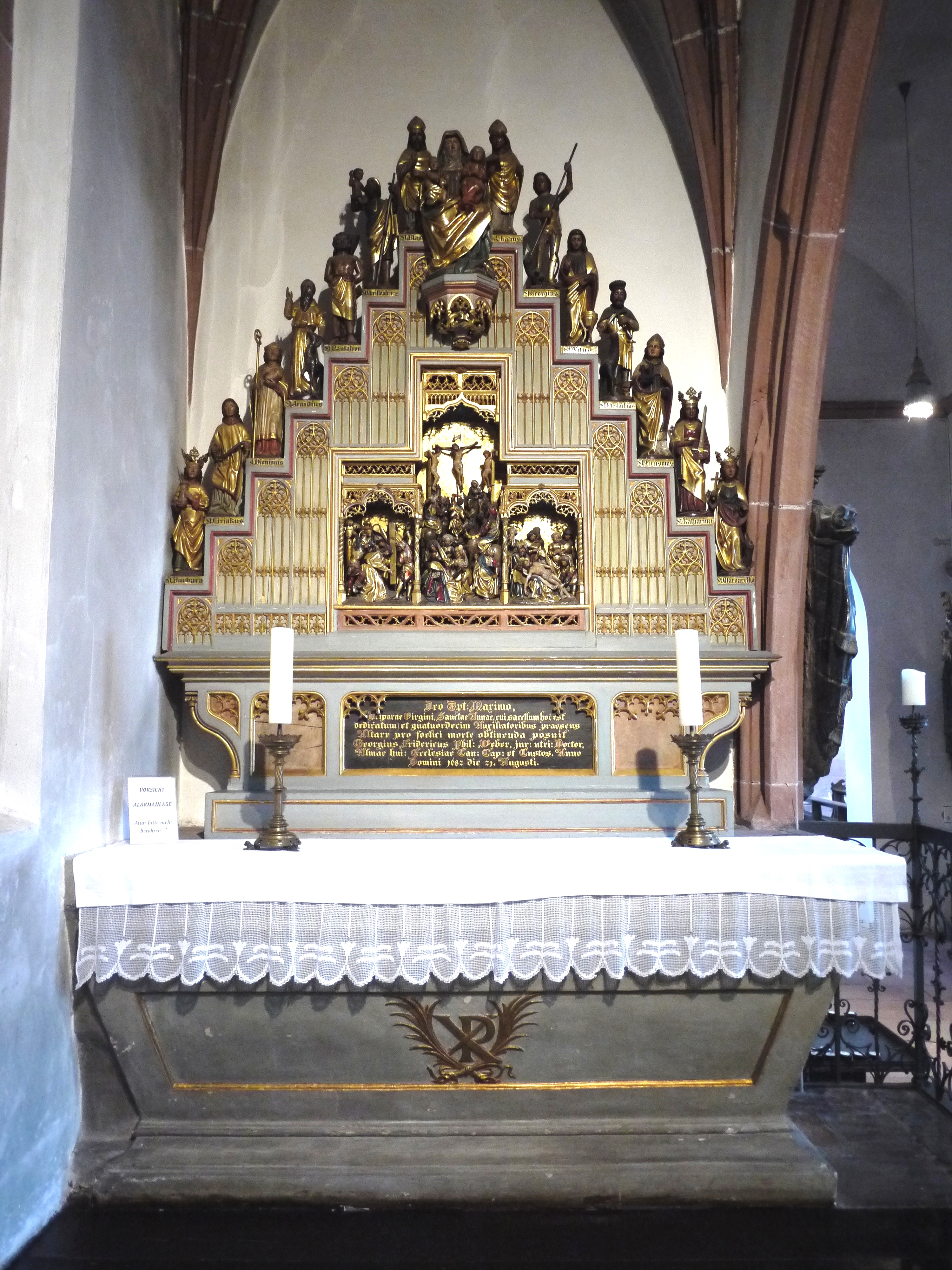
Nothelferaltar
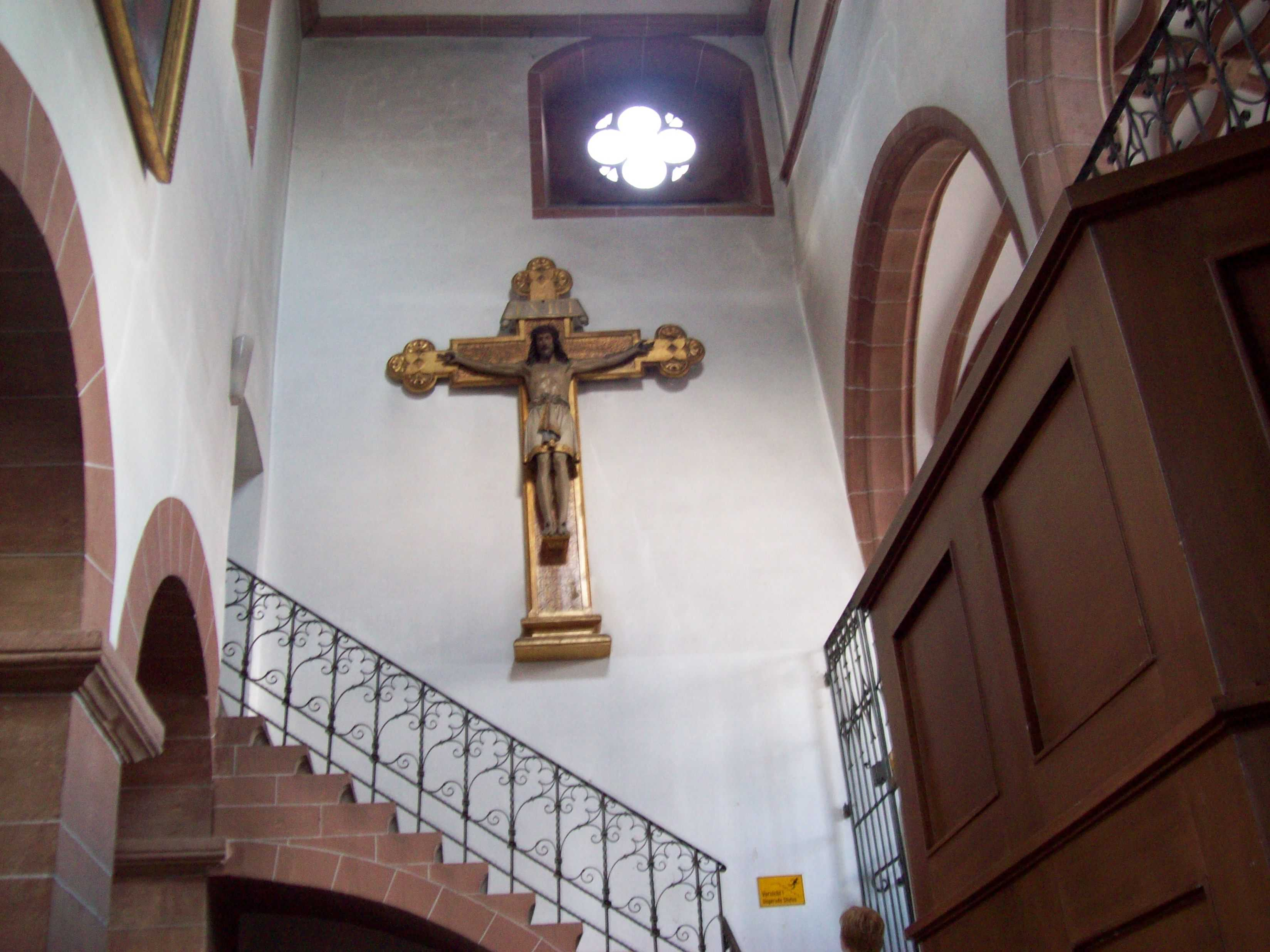
Kruzifix

In den historischen Räumen des Stiftskapitelhauses befindet sich seit 1861 das Stiftsmuseum mit Sammlungen vor- und frühgeschichtlicher Bodenfunde, von Funden aus römischer und frühmittelalterlicher Zeit sowie einer Sammlung alter Kirchenkunst aus Aschaffenburg und vom Untermain. Ein großer Teil der Ausstellungsstücke zählt zum Stiftsschatz von St. Peter und Alexander und hatte im Verlaufe der Geschichte seinen Platz in der Stiftskirche.
Hierzu zählen
- eine mittelalterliche Bauplastik und Kirchenglocken,
- Skulpturen und Kleinplastik aus Romanik und Gotik, unter anderem eine Vielzahl von Madonnenfiguren, Paramente, Reliquiare, Monstranzen, Messkelche und Ikonen,
- Gemälde aus der Werkstatt von L. Cranach und seiner Schule, die insbesondere Albrecht von Brandenburg aus seinem früheren Amtssitz mitbrachte,
- das älteste Schachbrett Deutschlands, genannt das Aschaffenburger Brettspiel (um 1300).

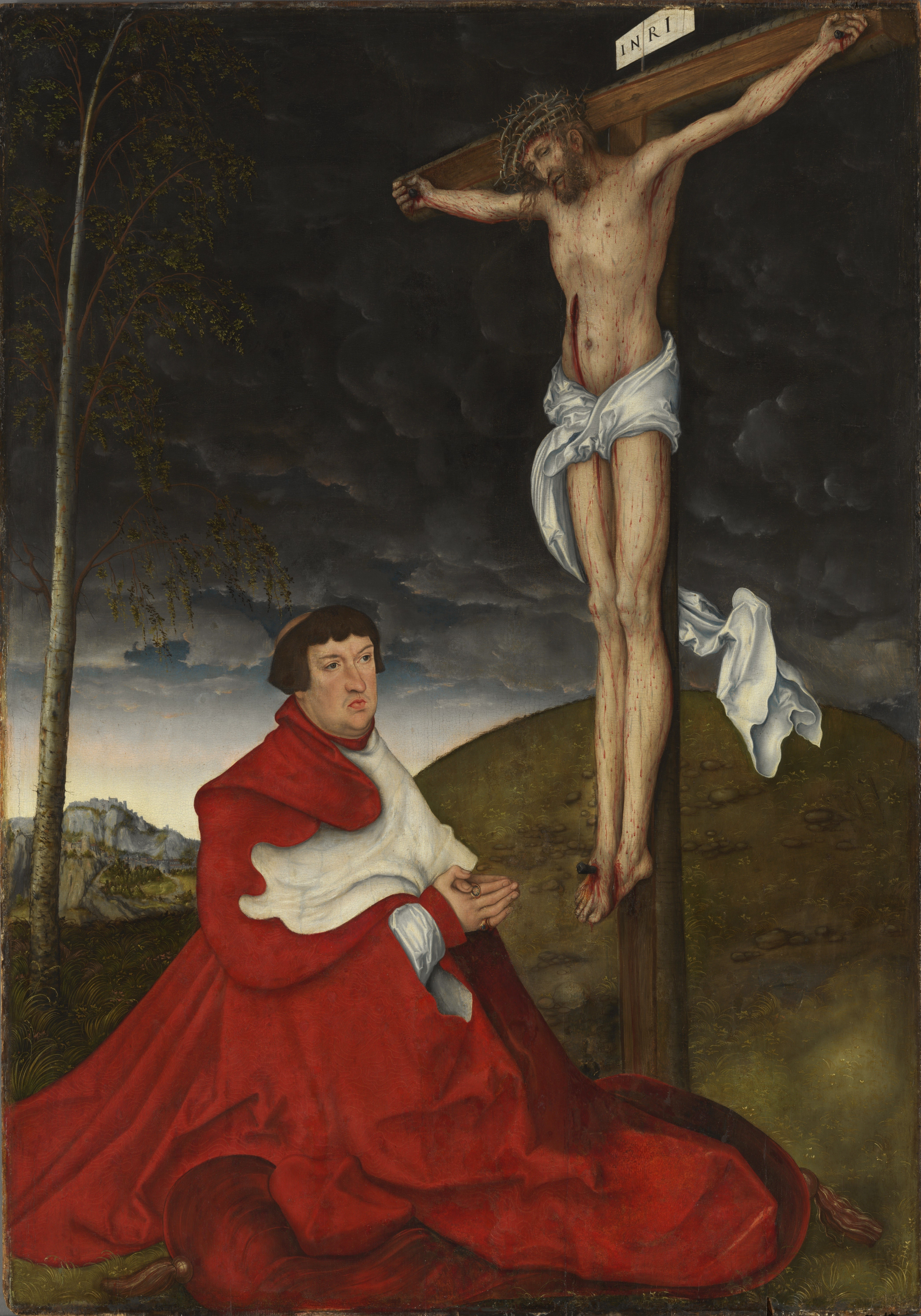
Albrecht von Brandenburg am Kreuz betend (von Lucas Cranach d. Ä.), einst in der Stiftskirche, heute in der Staatsgalerie Aschaffenburg im Schloss Johannisburg.

Von 1541 bis 1803 befand sich in der Stiftskirche ein Teil der bedeutenden Gemäldesammlung des Mainzer Erzbischofs Kardinal Albrecht von Brandenburg, die er als Erzbischof von Magdeburg in seiner Residenzstadt Halle weitgehend selbst beauftragt hatte. Allein die dem Halleschen Dom gestifteten 16 Altarretabel mit insgesamt 142 Bildern von Lucas Cranach d. Ä. stellen den größten Gemäldeauftrag der deutschen Kunstgeschichte dar. Nachdem er mit seinem Ablasshandel zur Finanzierung der Wahlen auf die beiden Erzstühle von Magdeburg und Mainz sowie seiner Bauten und Kunstwerke höchstpersönlich Luthers Reformation ausgelöst hatte, musste er 1541 aus Halle fliehen. Doch nahm er nicht nur seine Privatsammlung, sondern auch einen erheblichen Teil der gestifteten Kirchenkunst mit nach Aschaffenburg. Während die privaten Gemälde im Aschaffenburger Schloss Johannisburg bei der Zerstörung und Plünderung im Markgräflerkrieg 1552 großteils verlorengingen, blieben die Kunstwerke in der Stiftskirche erhalten. 1803 ließ der Fürstprimas Carl Theodor von Dalberg die Altarretabel sowie etliche Einzelbilder von Cranach und seiner Werkstatt aus der Stiftskirche in das Schloss Johannisburg bringen, wo bereits seit 1794 ein Großteil der kurfürstlichen Gemäldesammlung aus Mainz hing. Die Cranach-Sammlung Kardinal Albrechts gilt als die bedeutendste Europas. Die etwa 30 teils mehrflügeligen Werke des älteren Cranach, seines Sohnes und der Werkstatt sowie eine Kreuzigungsgruppe von Hans Baldung Grien, zudem eine große Anzahl teils bedeutender Gemälde von Schülern Cranachs, wurden beim Brand des Schlosses Johannisburg im Zweiten Weltkrieg gerettet und sind dort bis heute als Bestandteile der Staatsgalerie Aschaffenburg zu sehen. Auch das Gemälde von Lucas Cranach dem Älteren Kardinal Albrecht von Brandenburg vor dem Gekreuzigten befand sich bis zum Erwerb durch die Bayerische Staatsgemäldesammlungen in der Stiftskirche.

## Orgel

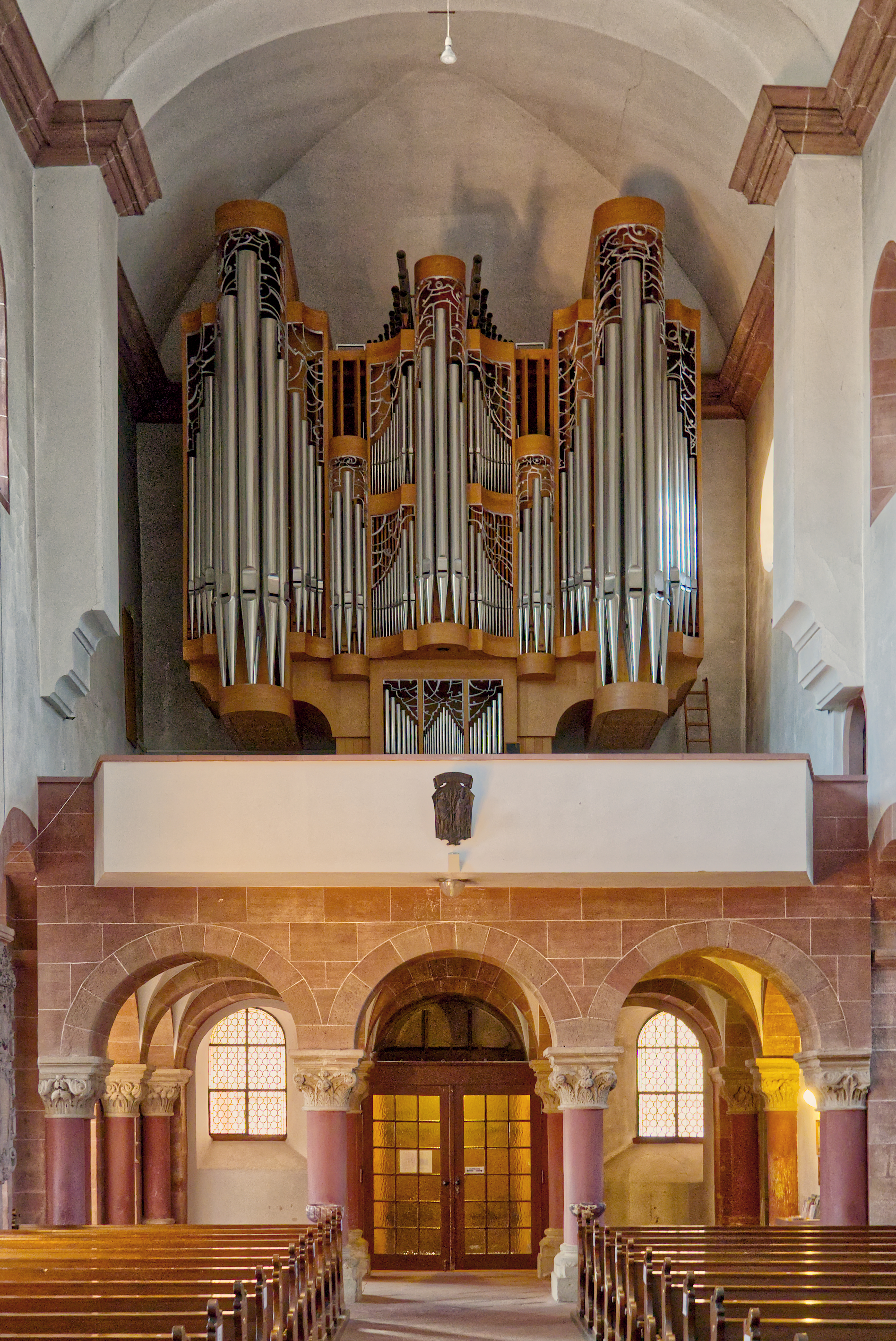
Die Klais-Orgel auf der Empore

Die 1984 geweihte Orgel stammt aus der Orgelbauwerkstatt Johannes Klais (Bonn). Das neun Meter hohe Instrument hat 54 Register auf Schleifladen und 3700 Pfeifen, von denen der Kirchenbesucher nur die Prospektpfeifen an der Außenseite sieht. Die Spieltrakturen sind mechanisch, die Registertrakturen sind elektrisch. Im Jahre 2013 wurden drei Register hinzugefügt.
| I Positiv C–g3 |                  |        |
| 1.             | Bourdon          | 08′    |
| 2.             | Quintade         | 08′    |
| 3.             | Praestant        | 04′    |
| 4.             | Rohrflöte        | 04′    |
| 5.             | Oktave           | 02′    |
| 6.             | Waldflöte        | 02′    |
| 7.             | Larigot          | 01 ⁄3′ |
| 8.             | Sesquialter II 0 | 02 ⁄3′ |
| 9.             | Scharff V        | 01′    |
| 10.            | Dulcian          | 16′    |
| 11.            | Vox humana       | 08′    |
|                | Tremulant        |        |

| II Hauptwerk C–g3 |                      |        |     |
| 12.               | Prinzipal            | 16'    | (E) |
| 13.               | Bourdon              | 16′    |     |
| 14.               | Principal            | 08′    |     |
| 15.               | Konzertflöte         | 08′    | (E) |
| 16.               | Gamba                | 08′    |     |
| 17.               | Octave               | 04′    |     |
| 18.               | Hohlflöte            | 04′    |     |
| 19.               | Quinte               | 02 ⁄3′ |     |
| 20.               | Superoktave 0        | 02′    |     |
| 21.               | Cornet V             | 08′    |     |
| 22.               | Mixtur V             | 02′    |     |
| 23.               | Cymbel IV            | 02⁄3′  |     |
| 24.               | Chamade              | 08'    | (E) |
| 25.               | Trompete             | 08′    |     |
| 26.               | Clairon              | 04′    |     |
|                   | Celesta (schwellbar) |        |     |

| III Schwellwerk C–g3 |                  |         |     |
| 27.                  | Pommer           | 16′     |     |
| 28.                  | Geigenprinzipal0 | 08'     | (E) |
| 29.                  | Holzprinzipal    | 08′     |     |
| 30.                  | Rohrflöte        | 08′     |     |
| 31.                  | Salicional       | 08′     |     |
| 32.                  | Vox coelestis    | 08′     |     |
| 33.                  | Principal        | 04′     |     |
| 34.                  | Querflöte        | 04′     |     |
| 35.                  | Nasard           | 02 ⁄3′  |     |
| 36.                  | Octavin          | 02′     |     |
| 37.                  | Terz             | 01 3⁄5′ |     |
| 38.                  | Sifflet          | 01′     |     |
| 39.                  | Plein jeu V      | 02′     |     |
| 40.                  | Fagott           | 16′     |     |
| 41.                  | Trompette        | 08′     |     |
| 42.                  | Hautbois         | 08′     |     |
|                      | Tremulant        |         |     |

| Pedal C–f1 |               |     |
| 43.        | Untersatz     | 32′ |
| 44.        | Principal     | 16′ |
| 45.        | Kontrabass    | 16′ |
| 46.        | Subbaß        | 16′ |
| 47.        | Octave        | 08′ |
| 48.        | Flöte         | 08′ |
| 49.        | Pommer        | 08′ |
| 50.        | Tenoroctave   | 04′ |
| 51.        | Nachthorn     | 02′ |
| 52.        | Hintersatz V0 |     |
| 53.        | Posaune       | 16′ |
| 54.        | Zinke         | 08′ |
| 55.        | Schalmey      | 04′ |

- Koppeln:
  - Normalkoppeln: I/II, III/I, III/II, I/P, II/P, III/P
  - Suboktavkoppel: III/III
- Spielhilfen: 32-fache Setzeranlage
- Anmerkung

(E) = 2013 ergänztes Register

## Glocken
Die älteste Glocke des Geläutes stammt aus dem 14. Jahrhundert, die neuesten sind von 2005. Im Jahre 2005 wurde von der Gießerei Perner aus Passau ein Zimbelgeläut auf das Geläut gesetzt, woraus sich eine besondere Gesamtausstrahlung des Klangs ergab. Alle Glocken sind in schweren Rippen konstruiert.
| Nr. | Name                            | Gussjahr        | Gießer                | Gewicht (kg) | Nominal |
| 1   | Sankt Peter und Alexander       | 1955            | Schilling, Heidelberg | 2800         | c1      |
| 2   | Sankt Martin                    | 1955            | Schilling, Heidelberg | 1400         | es1     |
| 3   | Gloriosa                        | 14. Jahrhundert | Unbekannt             | 1000         | f1      |
| 4   | Pacem in Terris                 | 2004            | Perner, Passau        | 700          | g1      |
| 5   | Sankt Pius X.                   | 1955            | Schilling, Heidelberg | 600          | as1     |
| 6   | Sankt Josef                     | 1955            | Schilling, Heidelberg | 400          | b1      |
| 7   | Sankt Maria                     | 1955            | Schilling, Heidelberg | 300          | c2      |
| 8   | Sankt Jacobus und Johannes      | 2005            | Perner, Passau        | 148          | as2     |
| 9   | Sankt Andreas und Allerheiligen | 2005            | Perner, Passau        | 105          | b2      |
| 10  | Allerseelen                     | 2005            | Perner, Passau        | 72           | c3      |

## Marginalie
Im Jahre 976 soll der damalige Kantor Gozmar an der Stiftsschule versehentlich einen Schüler mit einer Schreibtafel oder einem Tintenfass erschlagen haben.

### Allgemein
- Alois Grimm: Aschaffenburger Häuserbuch. Dalbergstraße-Stiftsgasse-Fischerviertel. Geschichts- und Kunstverein Aschaffenburg e. V., Aschaffenburg 1985, ISBN 3-87965-007-3, S. 340–390.
- Wiltrud Fischer-Pasche: Wirtschafts- und Besitzgeschichte des ehemaligen Kollegiatstifts St. Peter und Alexander zu Aschaffenburg bis zum Ausgang des 14. Jahrhunderts. = Veröffentlichungen des Geschichts- und Kunstvereins Aschaffenburg e. V. 1993.
- Edgar Röhrig (Hrsg.): Die Stiftskirche St. Peter und Alexander Aschaffenburg. Schnell & Steiner, Regensburg 1999, ISBN 3-7954-1197-1.
- Wolfgang Schneider: Aschaffenburg. Stiftsbasilika St. Peter und Alexander. 10. Auflage. Schnell & Steiner, Regensburg 2011, ISBN 978-3-7954-4193-7. (Reihe: Kleine Kunstführer, Nr. 230)

### Ausstattung
- Klaus Gereon Beuckers: Der ottonische Kruzifixus in der Aschaffenburger Stiftskirche, in: Mainfränkisches Jahrbuch für Geschichte und Kunst 46 (1994), S. 1–23.